# Panzer
Der Panzer, abgeleitet vom mittelhochdeutschen Begriff Panzer und dem altfranzösischen Begriff panciere (als Bezeichnung für bauchbedeckende Teile einer Rüstung), ist ein Kampffahrzeug, das durch Panzerung gegen Beschuss geschützt ist. Die Bezeichnung ist eine Kürzung des ursprünglichen Begriffes „Panzerkampfwagen“ und beschreibt meist durch Gleisketten beweglich gemachte und üblicherweise bewaffnete Militärfahrzeuge. Darunter fallen Kampfpanzer, die mit einem drehbaren Geschützturm ausgestattet sind, aber auch verschiedene leicht- oder unbewaffnete gepanzerte Fahrzeuge, die Unterstützungsaufgaben im Gefecht erfüllen sollen. Beispiele hierfür sind der Transport von Material oder Personen, das Verlegen mobiler Brücken (Brückenlegepanzer) oder das Räumen von Minenfeldern.
Je nach Fahrwerksart unterscheidet man bei heutigen Modellen außerdem zwischen Kettenfahrzeugen und Radpanzern. Im Zweiten Weltkrieg wurden einige Panzer als Halbkettenfahrzeug gebaut, die lenkbare Vorderachse hatte Räder. Bei diesen Modellen erfolgte die Lenkung über die zwei Vorderräder und die Übertragung der Motorkraft auf den Boden mit zwei Ketten.
Die charakteristischen Eigenschaften eines Panzers sind der Panzerschutz, Geländegängigkeit (Beweglichkeit sowie Geschwindigkeit) und Feuerkraft. Zwischen deren Ausprägungen müssen die Besteller und die Konstrukteure eines Panzers einen Kompromiss finden. 
Die Panzerung besteht meist aus Panzerstahl, zum Teil in Kombination mit Keramik- und Faserverbundkunststoffschichten. Die meisten Panzer haben heute leistungsstarke Dieselmotoren; der US-Panzer M1 Abrams hat eine Gasturbine. 
Das Rad- oder Kettenlaufwerk wird so konzipiert und dimensioniert, dass die vom Besteller geforderte Geländegängigkeit erreicht wird. 
Es gab oder gibt Panzer mit Sonderausstattungen (zum Beispiel umfangreiche Sensorik zur Aufklärung oder Panzer mit ABC-Schutz; siehe auch Panzer des Kalten Krieges).
Das Kampf- beziehungsweise Gefechtsgewicht setzt sich aus dem Leergewicht und dem Gewicht von Munition, Treibstoff, Besatzung u. ä. zusammen.

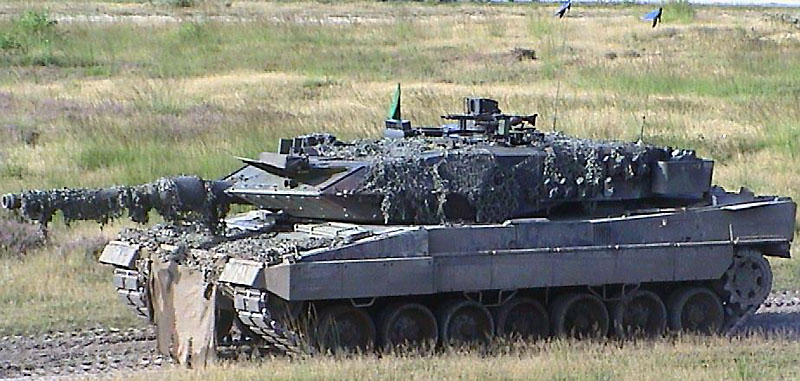
Deutscher Kampfpanzer Leopard 2A5 (2002)

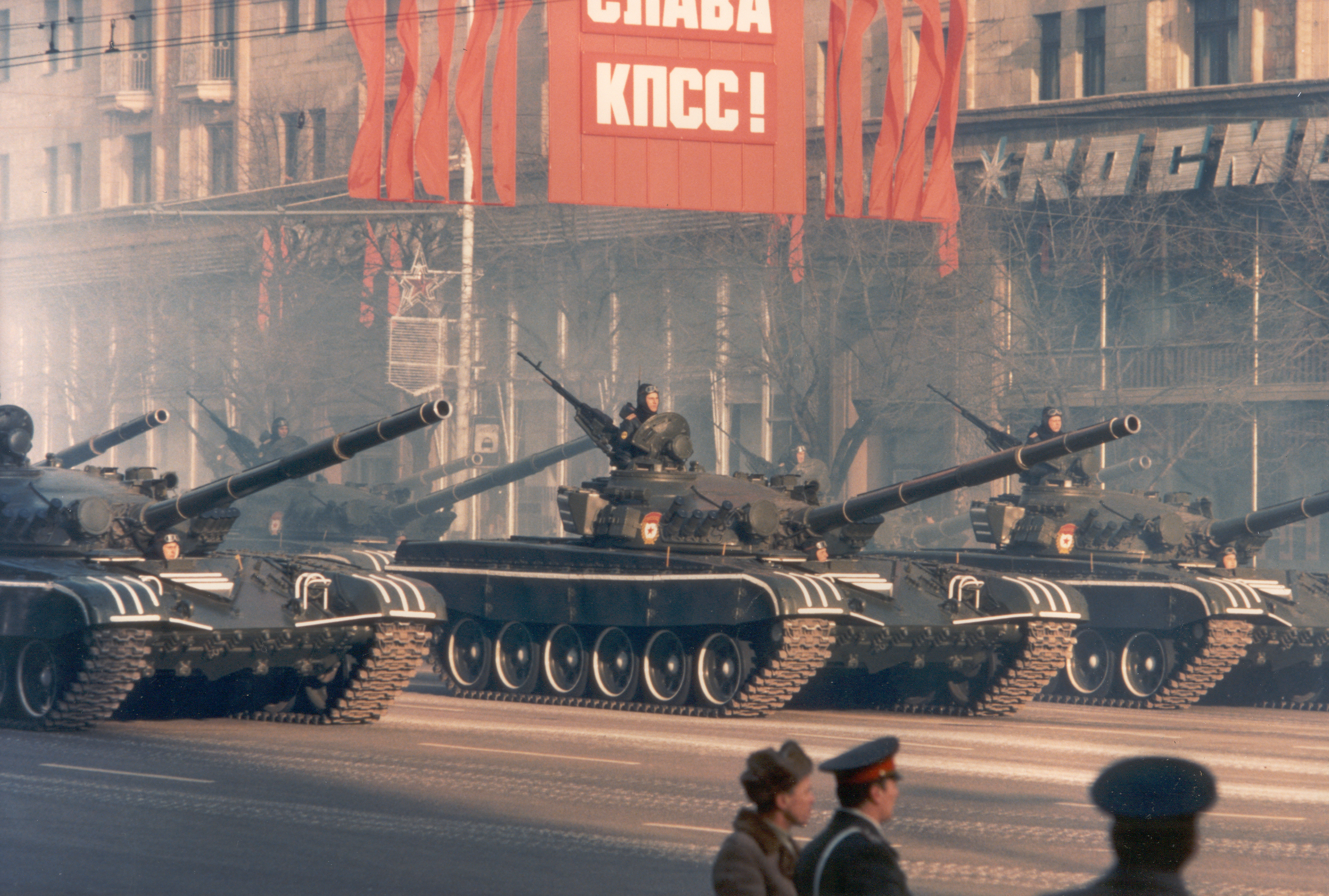
Sowjetische T-72-Panzer (1983)

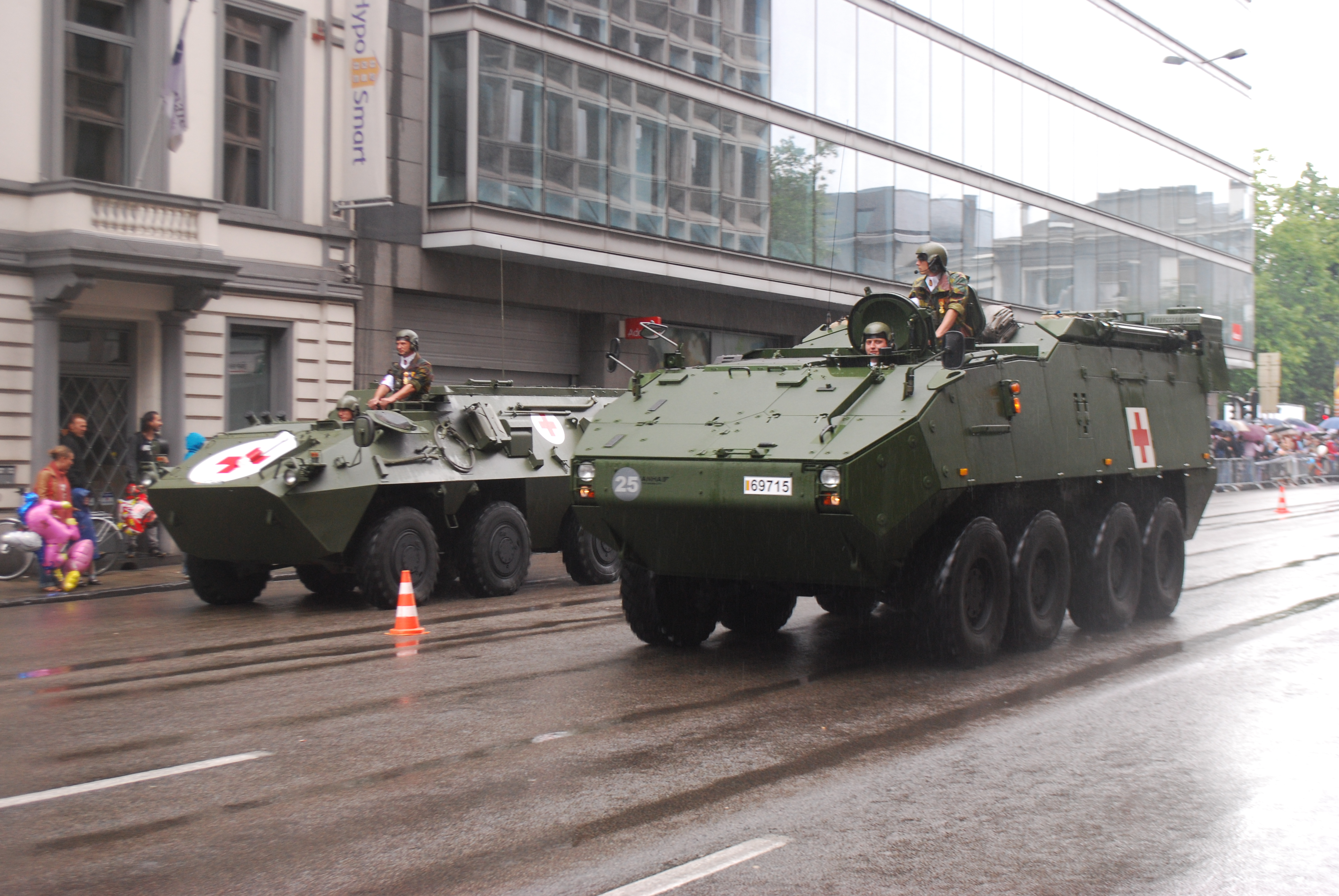
Transportpanzer am belgischen Nationalfeiertag 2011

## Begriffe
Bis in die 1930er-Jahre war der im englischsprachigen und im russischsprachigen Raum übliche Begriff Tank auch in deutschsprachigen Ländern üblich. 
Der deutsche Militärwissenschaftler George Soldan schrieb rund zehn Jahre nach dem Ende des Ersten Weltkriegs:

„Die Bezeichnung ‚Tank‘ war eine geschickte Verschleierung; es sollte der Eindruck erweckt werden, als handele es sich um große fahrbare Brennstoffbehälter. Aus diesem Grund war der moralische Erfolg der plötzlich aus dichtem Nebel auftauchenden und gegen unsere Front zustrebenden, unseren Truppen bis dahin unbekannten ‚Sturmwagen‘ ein erheblicher. Es bot sich etwas ganz Neuartiges mit scheinbarer Unverletzlichkeit.“

 Selbst in den britischen Fabriken, in denen Teile für die ersten Panzer hergestellt wurden, herrschte die Verschleierung durch das Wort Tank: Die Arbeiter sollten tatsächlich denken, sie würden massive Wassertanks bauen. Panzer waren eine technische Neuentwicklung, die die Militärs so lange wie möglich geheim halten wollten.
In Schweden und Norwegen werden Panzerfahrzeuge stridsvagn/stridsvogn (wörtlich übersetzt Streitwagen). 
char de bataille heißt auf französisch Schlachtpanzer; ebenso der israelische Merkava.

## Typen

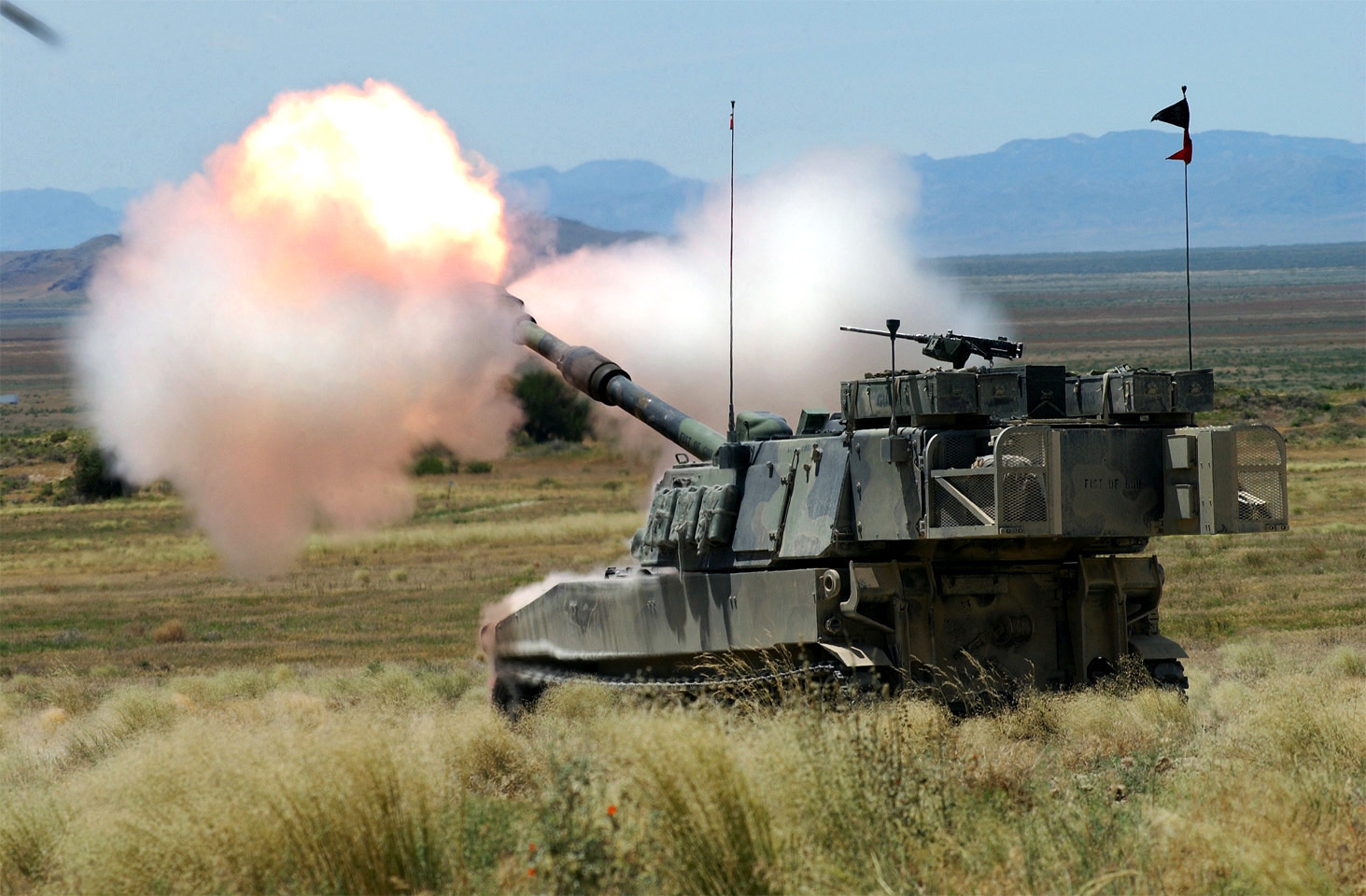
Panzerhaubitze M109

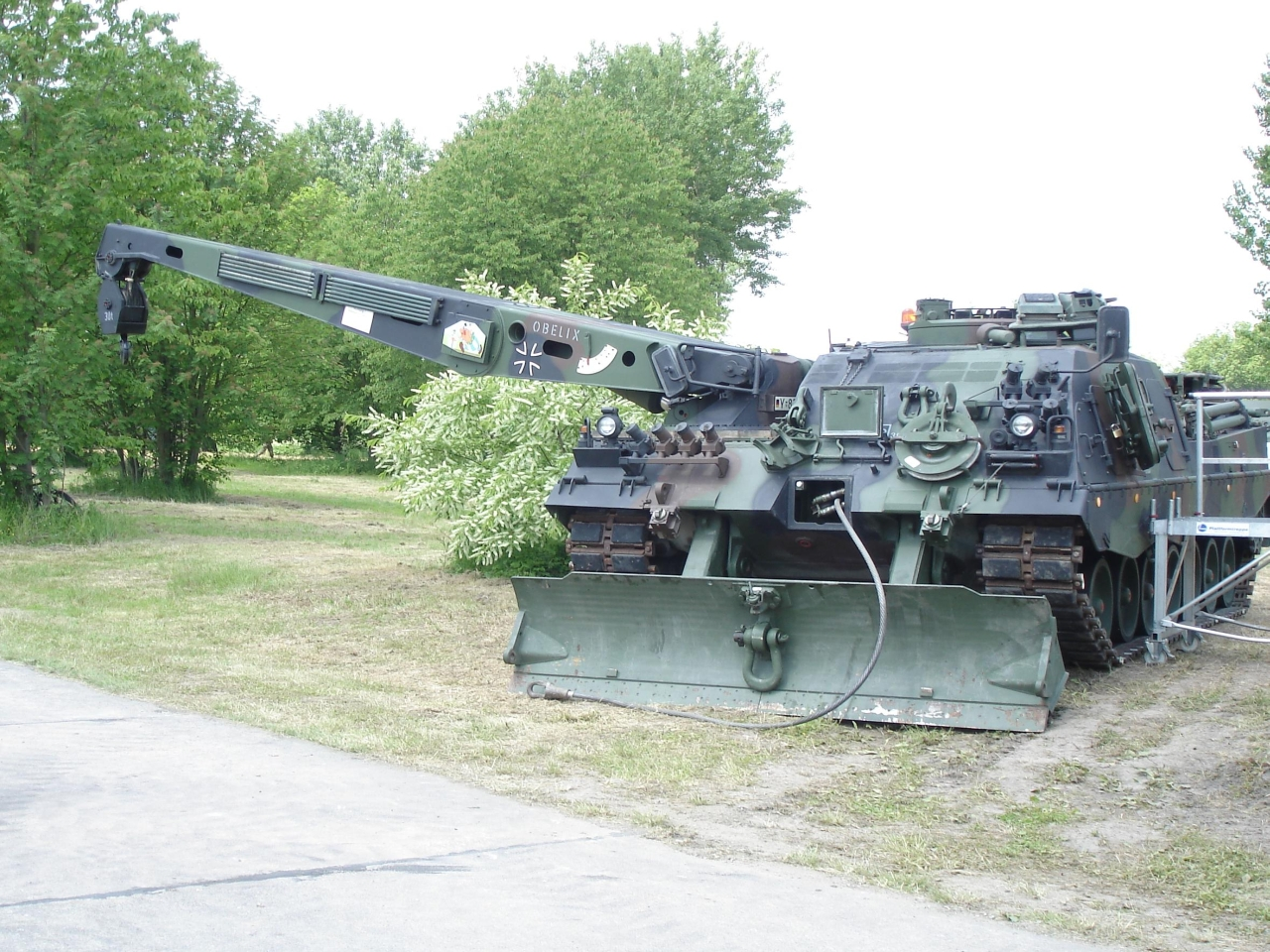
Bergepanzer Büffel

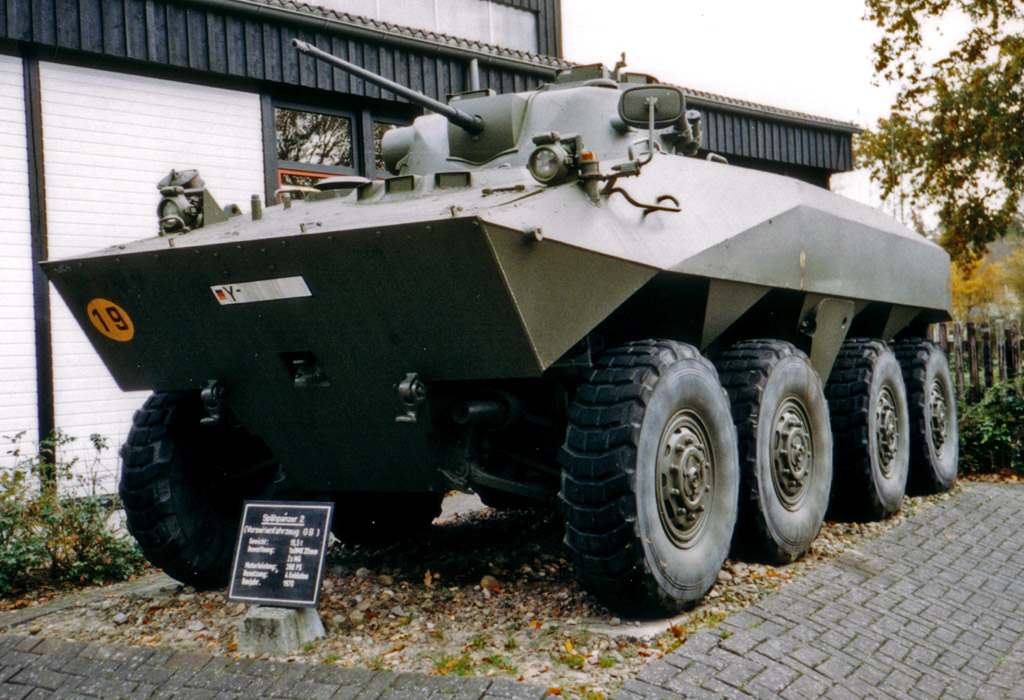
Spähpanzer Luchs

Panzerfahrzeuge können nach verschiedenen Gesichtspunkten kategorisiert werden. Gebräuchlich sind Einsatzzweck, Gewicht und Antriebsart.
Noch bis nach dem Zweiten Weltkrieg kategorisierten viele Armeen nach Gewicht in leichte, mittlere, schwere und überschwere Panzer. Die Gewichtsklassen in den Armeen unterschieden sich und wurden dem Stand der Technik angepasst; sie sind deshalb nicht miteinander vergleichbar.
Nachfolgend wurden Panzer nach ihrem Einsatzzweck kategorisiert, wobei einige Kategorien nicht fortbestanden, wie z. B. die Unterscheidung von Kampfpanzern in schwere Panzer oder Infanteriepanzer, im Weiteren auch Schützenpanzer und Schützenpanzerwagen. Der Begriff Transportpanzer wandelte sich von einem Kettenfahrzeug zu einem Radpanzer. Eine Zuordnung ist manchmal auch deshalb schwierig, weil Panzer mehrmals modifiziert / kampfwertgesteigert wurden oder in ursprünglich nicht vorgesehenen Funktionen erfolgreich waren. So kann das Sturmgeschütz III der Wehrmacht auch als Jagdpanzer kategorisiert werden, obwohl es als Panzerhaubitze der Panzerartillerie zur unmittelbaren Feuerunterstützung konzipiert wurde.
Die schweren Panzer bzw. nicht realisierte Panzerprojekte wurden in der Anfangszeit des Panzerbaus auch Landkreuzer oder Landschlachtschiffe genannt.
Grundsätzlich unterscheidet man Kampfpanzer und Unterstützungspanzer (wie Bergepanzer und Pionierpanzer). Letztere sind wie Kampfpanzer gepanzert und beweglich, um diesen im Gefecht folgen zu können; sie haben aber keine Hauptwaffe und sind gar nicht oder nur mit Maschinengewehren zur Selbstverteidigung bewaffnet.
Gepanzerte Fahrzeuge wurden und werden für verschiedene Zwecke entwickelt und modifiziert. 
Mögliche Verwendungen waren und sind:
- Bergepanzer: meist unbewaffneter Panzer mit Kränen und starken Winden zur Bergung und Reparatur von beschädigten und stecken oder liegen gebliebenen schweren Fahrzeugen aus Gebieten, in denen mit Feindbeschuss gerechnet werden muss (z. B. Bergepanzer Büffel)
- Brückenlegepanzer: meist unbewaffnete Fahrzeuge, die es ermöglichen, Flüsse und Gräben unter Feindfeuer passierbar zu machen (z. B. Biber)
- Fahrschulpanzer: zur Ausbildung von Panzerfahrern
- Flammpanzer: Panzer zur Bunkerbekämpfung, der als Hauptwaffe mit einem Flammenwerfer ausgestattet ist.
- Flugabwehrpanzer: mit Flugabwehrgeschützen als Flugabwehrkanonenpanzer (z. B. Gepard) oder -flugkörpern als Flugabwehrraketenpanzer (z. B. Roland) gegen tief fliegende Objekte ausgestattet
- Führungspanzer: mit Sensor- und Kommunikationstechnik bestückte Fahrzeuge, meist auf Basis eines Transportpanzers (z. B. Lynx)
- Infanteriepanzer: Kampfpanzer mit geringer Motorleistung und Geschwindigkeit, mit einer auf den Erdkampf, zur direkten Unterstützung der Infanterie, ausgelegten Bewaffnung (z. B. Mark I), deren Rolle seit dem Zweiten Weltkrieg von Kampf-, Schützen- und Artilleriepanzern übernommen wurde
- Jagdpanzer: auf die Bekämpfung anderer Panzer optimierte Panzer, meist mit niedriger Silhouette (ohne Turm) und mit starker Kanone oder Flugkörperbewaffnung. Auftreten während und nach dem Zweiten Weltkrieg (z. B. Jagdpanzer 38(t)). Seitdem wird die Rolle von leichten Panzerjäger-Fahrzeugen, Schützenpanzern sowie Kampfhubschraubern eingenommen.
- Kampfpanzer: optimiert für ein breites Einsatzspektrum zur Unterstützung der Infanterie sowie die Bekämpfung anderer Panzer
- Landungspanzer: Schwimmpanzer, welche von Schiffen aus über das offene Meer an Land fahren (z. B. AAV7)
- Luftlandepanzer: von leichten und kleinen Waffenträgerfahrzeug bis zum Kampfpanzer, mit entsprechend schwachem Schutz und Bewaffnung (z. B. Wiesel, M551 Sheridan, BMD (Panzer)). Durch die kompakten Abmessungen und das geringe Gewicht können diese luftverladen bzw. luftverlastet werden.
- Minenräumpanzer: meist unbewaffnete Fahrzeuge zum Räumen von Landminen, oft Umrüstungen veralteter Kampfpanzer (z. B. Keiler)
- Minenverlegepanzer: Waffensysteme, bei denen auf einem Kettenfahrgestell ein Minenwurfsystem installiert ist.
- Panzerhaubitze: Träger von Haubitzen (z. B. Panzerhaubitze 2000)
- Panzermörser: modifizierte Transport- oder Schützenpanzer, deren Hauptwaffe der Mörser (Granatwerfer) ist.
- Panzerwagen: Ein nur leicht gepanzertes Fahrzeug basierend auf Personenkraftwagen-Technik. Gilt in der Regel nicht als Panzer.
- Pionierpanzer: meist unbewaffnete Fahrzeuge zum Ausführen von Planier- und Baggerarbeiten unter Feindfeuer. Sie dienen dem Räumen und Anlegen von Hindernissen und Deckungen (z. B. Dachs).
- Radaraufklärungspanzer: zum Aufklären des Gefechtsfeldes (z. B. Radaraufklärungspanzer 91-2)
- Raketenpanzer: zum Transport, eventuellen Aufrichten und Abfeuern von Raketen (z. B. MLRS, M474)
- Sanitätspanzer: zur Behandlung und schnellem Abtransport von Verletzten (z. B. Piranha Sanitätspanzer)
- Schützenpanzer: gut geschützter Panzer zum Transport und zur Feuerunterstützung einer Infanteriegruppe, meist nur mit leichter Kanone bewaffnet (z. B. Puma)
- Schwimmpanzer: zur Aufklärung oder für Landeoperationen an Stränden entwickelte Panzerfahrzeuge, die sich gut über Wasser wie auch über Land bewegen können und somit zu den Amphibienfahrzeugen zählen (z. B. AAV7)
- Spähpanzer: schnelle, kleine, geräuscharme, weitreichend fernmeldefähige, nur leicht bewaffnete Fahrzeuge, heute meist als Radpanzer ausgeführt (z. B. Luchs)
- Transportpanzer: höchstens leicht bewaffnete Fahrzeuge mit Platz z. B. für Infanteristen, Verletzte oder Munition und einer Panzerung nur gegen leichte Infanteriewaffen, heute meist als Radpanzer ausgeführt (z. B. Fuchs)
- Waffenträger: leicht gepanzertes Fahrzeug, welches eine Waffe transportiert als auch direkt abfeuern kann; besteht aus einer Panzerwanne und (in den bekannten Fällen) einem leicht gepanzerten, 360° drehbaren Turm; z. B. Rhm.-Borsig Waffenträger oder Ardelt-Waffenträger

Ähnliche Fahrzeuge haben auch zivile Einsätze, z. B. als
- gepanzerte Fahrzeuge zum Werttransport oder Personenschutz,
- Löschpanzer,
- Rettungspanzer zur Evakuierung von Raumfahrern vom Raketenstartplatz während eines Notfalls[9]
- Transportpanzer zum Mannschaftstransport
- andere gepanzerte Sonderwagen bei der Polizei.

## Geschichte

### Anfänge
Schon früh in der Kriegsgeschichte wurde versucht, gepanzerte Fahrzeuge zu Kriegszwecken einzusetzen. In der antiken Kriegsführung wurden Streitwagen sowohl für den Fernkampf durch Bogenschützen wie auch für den Nahkampf zum Überrennen feindlicher Linien benutzt. Bei der Belagerung von Festungen wurde der gedeckte, fahrbare Rammbock benutzt. Der Angreifer konnte den Rammbock, vor Pfeilen der Verteidiger geschützt, an die Festungsmauer bringen.

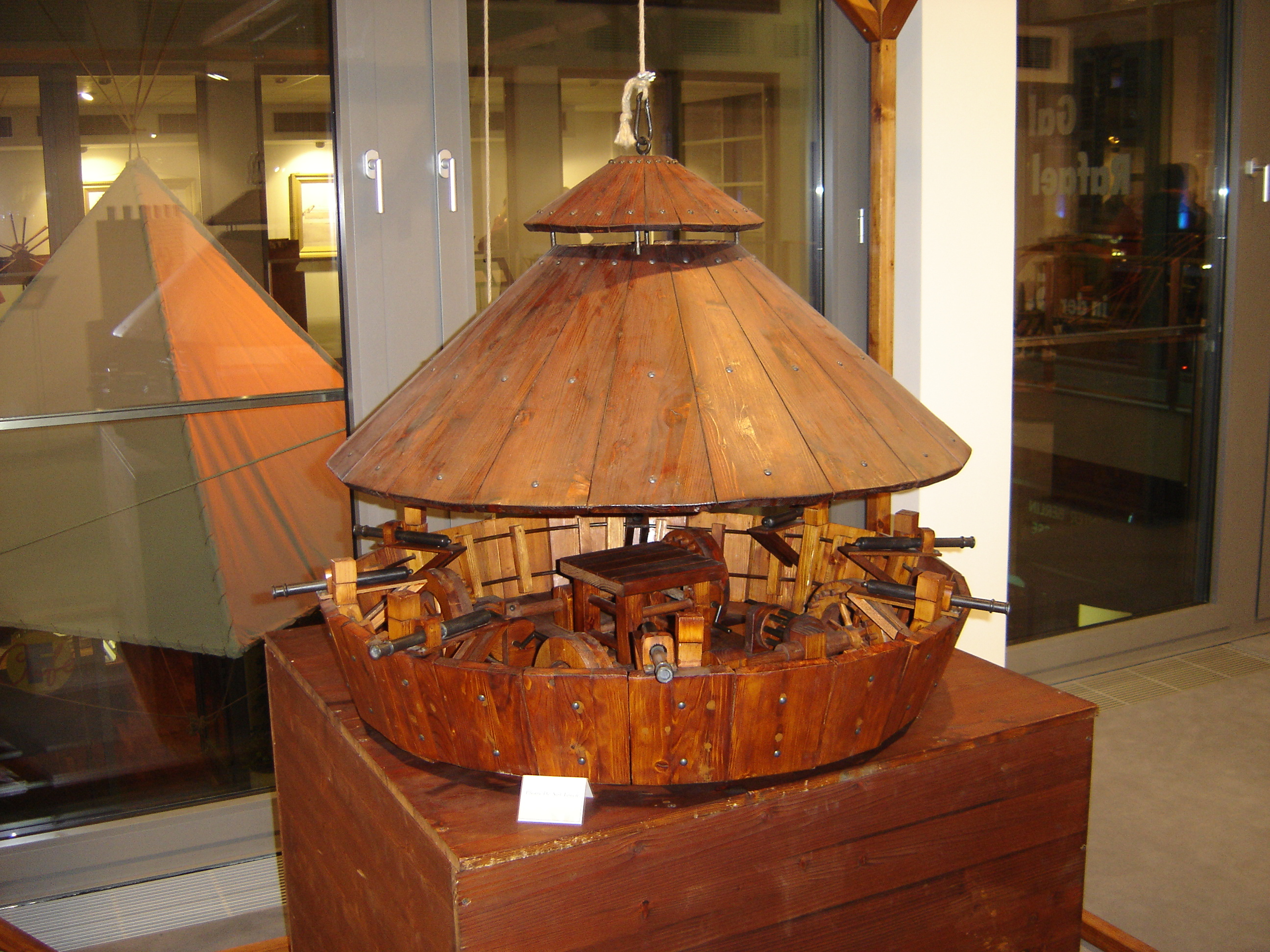
Leonardo da Vincis Entwurf eines Panzers

Alle weitergehenden Entwürfe und Versuche, unter anderem von Leonardo da Vinci, scheiterten an dem Problem des Antriebs. Muskelkraft von Mensch oder Tieren war dafür zu schwach. Erst die im 19. Jahrhundert entwickelte Dampfmaschine und der Verbrennungsmotor ermöglichten einen effizienten Antrieb. James Cowan war im Jahr 1855 der erste, der ein militärisches Fahrzeug mit Dampfmaschinenantrieb in Schildkrötenform vorschlug.
Im Jahr 1903 erschien H. G. Wells’ Erzählung The Land Ironclads (etwa „Die Land-Panzerschiffe“) im Strand Magazine. In der Geschichte, die in keinem bestimmten Land spielt, geht es um einen Stellungskrieg, in dem keine Bewegung mehr möglich scheint – bis eine Kriegspartei Fahrradkavallerie und landgängige gepanzerte Kriegsmaschinen einsetzt, die die gegnerische Infanterie vernichten und sogar in der Lage sind, breite Schützengräben zu überwinden. Wells entwickelte somit, Jahre bevor der Panzer erfunden wurde, bereits das Konzept dieser modernen Kriegsmaschine. Seine Kriegsmaschinen sind allerdings erheblich größer als es die Panzer dann waren und erinnern eher an kleine, landgängige Panzerkreuzer. Bemerkenswert ist, dass die Schützen in Wells Panzern bereits mit einer Art Joystick arbeiten und über Sichtgeräte mit Zielautomatik verfügen.
Um 1900 entwickelte der bei Škoda in Pilsen tätige Ingenieur Franz Klotz eine „Panzerglocke“ und ließ sie patentieren. Auf einem Fahrgestell sollte die Panzerung vertikal beweglich aufgebaut werden. Wurde dieses Gefährt in ein Gefecht verwickelt, sollte die Panzerung auf Bodenniveau abgesenkt und der Feind mit Maschinengewehren bekämpft werden. Anschließend wurde die Panzerung wieder auf eine Höhe von etwa 30 Zentimeter über den Boden angehoben und die Fahrt fortgesetzt. Diese „Panzerglocke System Klotz“ fand aber keine Akzeptanz bei den Militärbehörden. Frederick Richard Simms stellte 1902 einen motorisierten, oben offenen Panzerwagen mit Maschinengewehr vor, der als Motor War Car bekannt wurde.

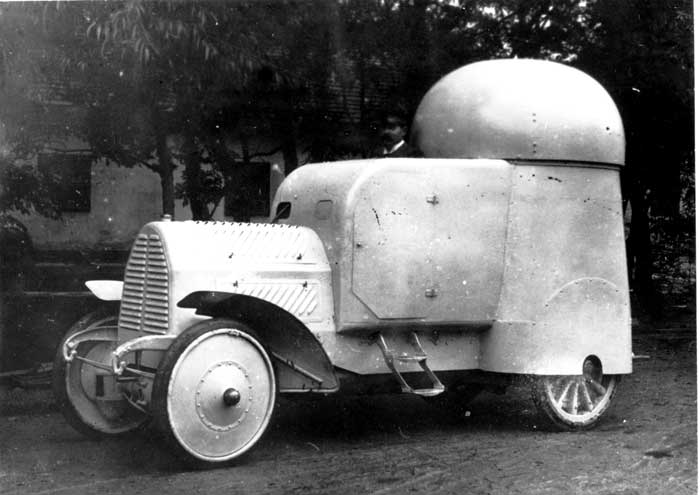
Austro-Daimler Panzerwagen

Eines der weltweit ersten gepanzerten Fahrzeuge mit Allradantrieb und Rundumpanzerung wurde in Österreich-Ungarn von Paul Daimler hergestellt. Die Firma Austro-Daimler in Wiener Neustadt entwickelte in dreijähriger geheimer Arbeit den ersten Radpanzer. Dieses Fahrzeug wurde im März 1906 während einer vom Österreichischen Automobil-Club in den Räumlichkeiten der k.u.k. Gartenbaugesellschaft in Wien organisierten Internationalen Automobilausstellung erstmals der Öffentlichkeit vorgestellt und dann beim Herbstmanöver der Heeresführung im Einsatz präsentiert. Der Panzerspähwagen hatte einen Vierradantrieb mit Vollgummireifen und Geländeübersetzung, um auch Steilhänge überwinden zu können. Er war voll gepanzert und mit einer von Hand drehbaren Kuppel mit zwei Maschinengewehren ausgestattet. Zur Präsentation der Leistungsfähigkeit gehörte unter anderem auch eine Erkundungsfahrt. An nur einem Tag absolvierte der Radpanzer eine Strecke von etwa 160 Kilometern bei größtenteils schlechtem Straßenzustand.
Nach dem Ende des Manövers in Teschen wollte Kaiser Franz Joseph I. das Fahrzeug selbst besichtigen. Nach eingehender Erklärung des Straßenpanzers sollte noch einmal die Leistungsfähigkeit des Wagens vorgeführt werden. Beim Starten des Motors scheuten infolge des ungewohnten Lärms die Pferde der Offiziere. In dem folgenden Durcheinander grantelte der Kaiser von einer unbrauchbaren Erfindung. Der unterschriftsreife Kaufvertrag wurde daraufhin zu den Akten gelegt. Nach langen Bemühungen erlangte die Firma Austro-Daimler vom Kriegsministerium endlich die Genehmigung, das Fahrzeug ins Ausland zu verkaufen. Frankreich kaufte es.

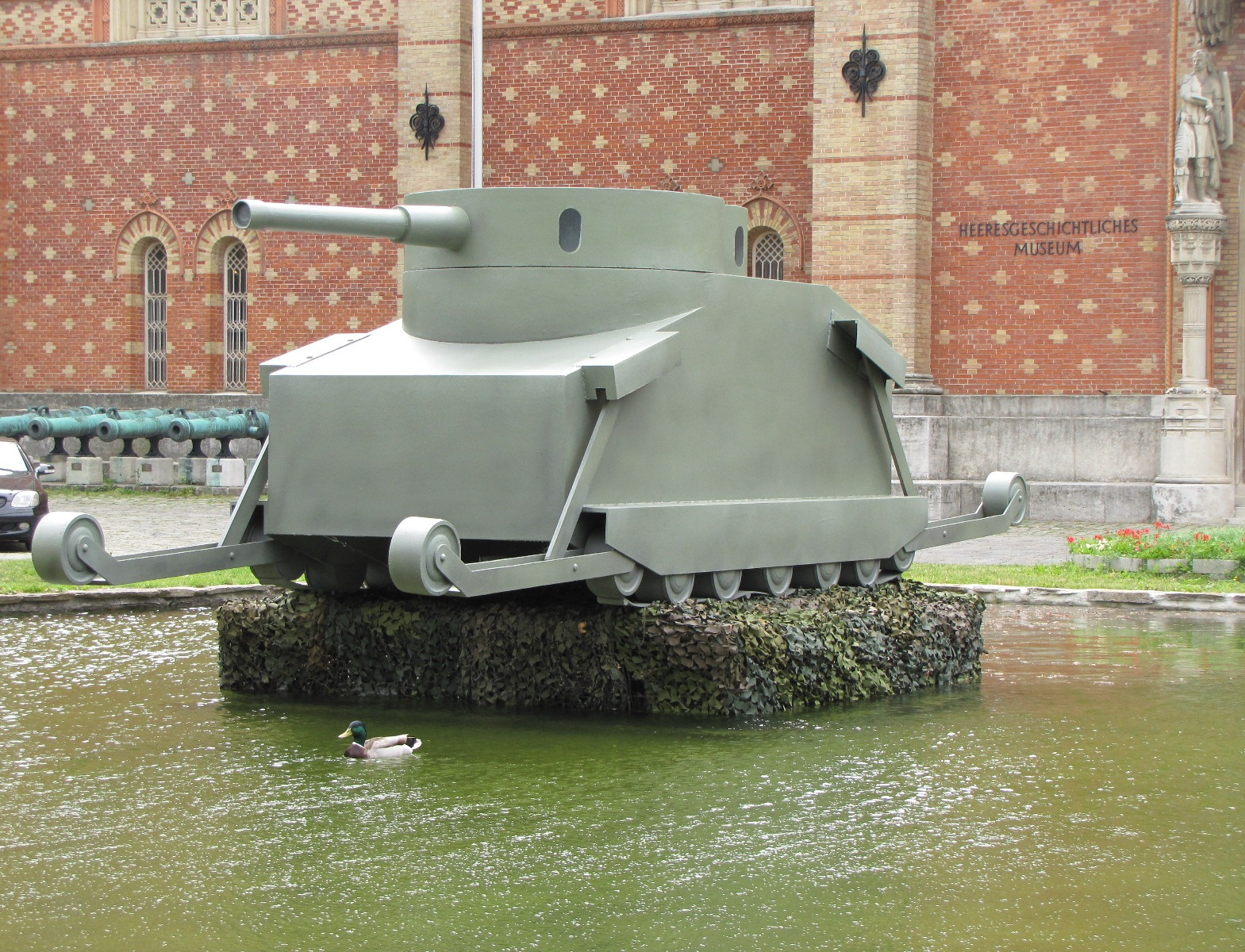
Modell des 1911 von Gunther Burstyn konzipierten Motorgeschützes. In Originalgröße vor dem Heeresgeschichtlichen Museum in Wien aufgestellt anlässlich der Ausstellung „Projekt & Entwurf – Militärische Innovationen aus fünf Jahrhunderten“ (16. Juni bis 6. November 2011).

Nicaragua setzte im Rahmen der Bananenkriege in Honduras 1907 zum ersten Mal in der amerikanischen Militärgeschichte einen gepanzerten Lkw ein, auf dem zwei Maschinengewehre montiert waren. Erfinder war der Leiter der nicaraguanischen Militärakademie, der frühere bayrische Artilleriehauptmann Karl Uebersezig.
Bereits 1911 entwarf der österreichische Oberleutnant Gunther Burstyn den Plan für ein Motorgeschütz, das die Eigenschaften eines modernen Kampfpanzers hatte: eine Panzerung, den Kettenantrieb und einen drehbaren Geschützturm. Burstyn war seiner Zeit voraus und wusste, dass es in einem kommenden Krieg das größte Hindernis sein würde, die feindlichen Schützengräben heil zu überwinden. Sein technisch ambitionierter Entwurf enthielt auch vier bewegliche Ausleger, um breitere Gräben passieren zu können. Burstyn legte seinen Plan dem Technischen Militärkomitee von Österreich-Ungarn vor; dieses stufte das Motorgeschütz aber als wertloses Phantasieprodukt ein. Alles, was davon blieb, war ein Patent. Im Deutschen Reich reagierte man ähnlich auf Burstyns Entwurf. Die revolutionäre Idee verschwand somit in den Schubladen; ein Prototyp wurde nie gebaut. Lediglich im Heeresgeschichtlichen Museum in Wien befindet sich ein zeitgenössisches Modell des „Burstyn-Panzers“.
Die ersten Kettenfahrzeuge, die einen Nutzen hatten, waren die Traktoren der Firma Holt-Caterpillar. Eine simple Umlaufkette sorgte dafür, dass sich die rein zivilen Geräte auf unebenem oder schwierigem Boden besser bewegen konnten als die Fahrzeuge mit Reifen oder Speichenrädern. An eine militärische Nutzung dachte etwa um die 1880er Jahre noch niemand. 1912 legte der australische Ingenieur und Erfinder Lancelot de Mole dem französischen Kriegsministerium Pläne für ein gepanzertes Vollkettenfahrzeug vor. Damals wurden die Pläne jedoch völlig ignoriert.
Sämtliche Vorschläge ziviler Spezialisten, eine gepanzerte Kampfmaschine einzuführen, wurden vor dem Ersten Weltkrieg abgelehnt.

### Erster Weltkrieg
Im Herbst 1914 wurden auf Seiten der Alliierten erstmals Überlegungen angestellt, wie man mit Hilfe einer machtvollen motorisierten Waffe die im Grabenkrieg erstarrte Front wieder in Bewegung setzen könnte.
Die ersten Panzer wurden im Ersten Weltkrieg ab September 1916 von den britischen Streitkräften eingesetzt. Sie waren einfach gepanzerte Fahrzeuge, die entweder mit MGs oder mit Kanonen bewaffnet waren. Das Rüstungsprojekt trug die bewusst irreführende Tarnbezeichnung Tank, mit dem der Bau von beweglichen Wasserbehältern vorgetäuscht werden sollte.
Anfang 1915 machte sich der britische Offizier Ernest Dunlop Swinton daran, eine gepanzerte Kampfmaschine zu entwickeln. Seine Planungen wurden in erster Instanz vom Generalstab und dem Kriegsminister Lord Kitchener abgelehnt. Swinton nutzte seinen politischen Einfluss und konnte einen Test eines Probegefährts durchsetzen. Dieser schlug fehl. In dieser Situation ergriff der damalige Marineminister Winston Churchill die Initiative: er bezeichnete den Panzerentwurf (siehe Mark I) kurzerhand als Landschiff und somit ins Ressort der Royal Navy fallend. Churchill bildete aus Marineoffizieren und Zivilisten den Ausschuss für Landschiffe. Ab dem 17. September 1915 baute Leutnant Walter Gordon Wilson den endgültigen Prototyp, später Mother genannt. Als das Projekt Gestalt annahm, erhielt das Komitee im Dezember 1915 den Tarnnamen Ausschuss für die Bereitstellung von Tanks; daher der bis heute gebräuchliche englische Begriff Tank.

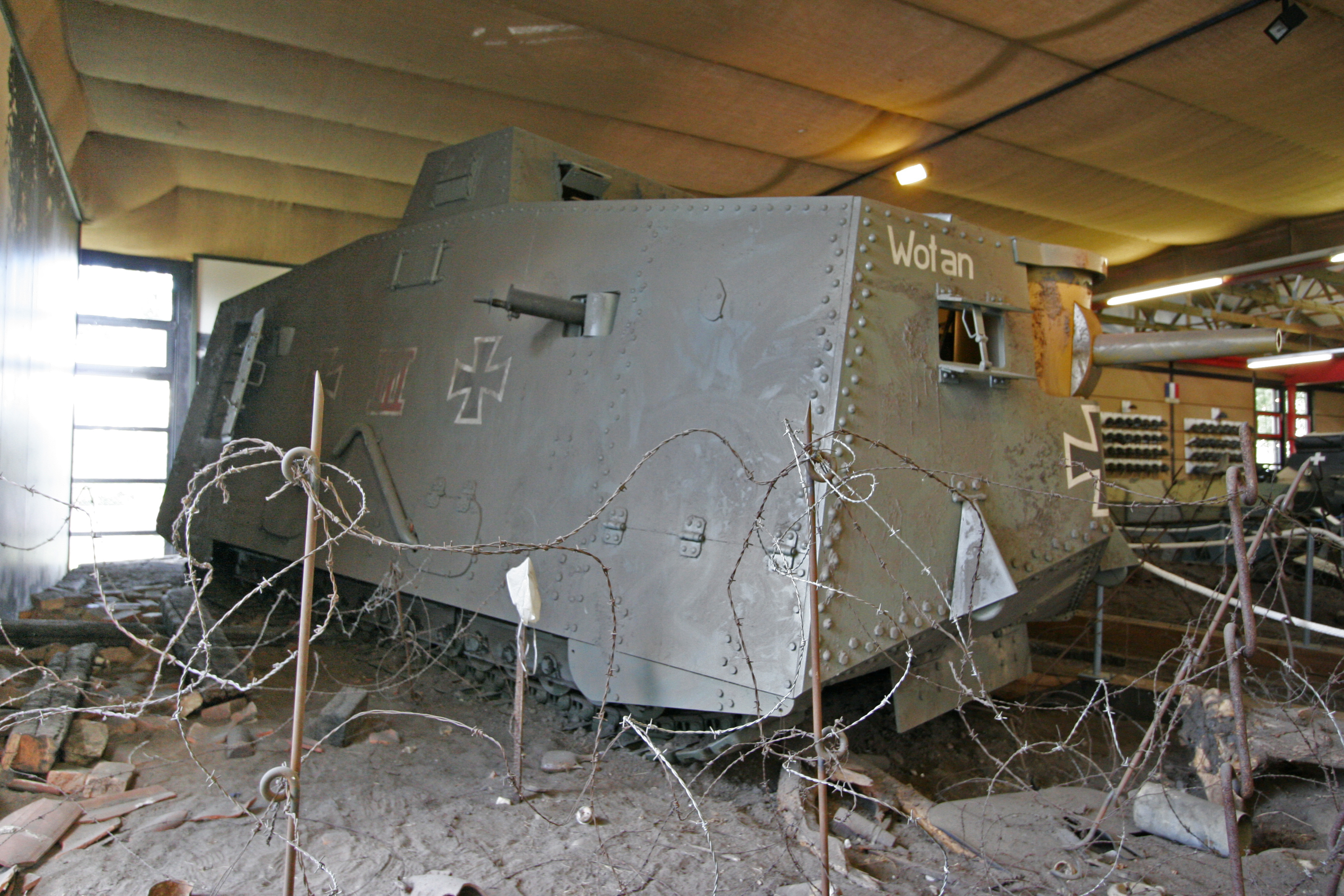
Rekonstruktion eines deutschen A7V-Panzers

Den ersten Panzer-Angriff führte die britische Armee am 15. September 1916 mit mäßigem Erfolg in der Somme-Schlacht durch. Am 20. November 1917 griff die britische Armee mit der für damalige Verhältnisse gewaltigen Anzahl von 375 Tanks die deutschen Stellungen an („Schlacht von Cambrai“). Je nach Bewaffnung unterschied man zwei Varianten dieser Panzer: „Male“ („Männchen“ mit zwei 5,7-cm-Geschützen in Erkertürmen an den Seiten sowie drei Maschinengewehren) und „Female“ („Weibchen“ mit fünf Maschinengewehren; je zwei nach den beiden Seiten, eines nach vorn feuernd). Den Briten gelang ein Überraschungsangriff (es gab nur ein kurzes vorbereitendes Artilleriefeuer); dadurch gelang ein tiefer Einbruch in die deutsche Front. Das Deutsche Heer musste alle verfügbaren Reserven heranführen. Wenige Tage nach Beginn der Schlacht gingen die Deutschen zum Gegenangriff über, wobei sie erstmals in großem Umfang Sturmtruppen an der Westfront einsetzten. Am 3. Dezember endete die Schlacht mit annähernd unveränderten Fronten.
Aus taktischer Sicht hatte die Schlacht großen Einfluss auf das weitere Kriegsgeschehen. Ein nach kurzem Geschützfeuer schnell vorgetragener Angriff mit Panzern und Sturmtruppen schien einen Durchbruch in dem völlig statischen Grabenkrieg möglich zu machen.
Die ersten Panzer erreichten im Feld nur niedrige Geschwindigkeiten, da ihre Motorleistung noch gering war; die eigene Infanterie konnte mühelos folgen. Ihr Nutzen bestand vor allem darin, dass sie der Infanterie einen Weg durch ausgedehnte Stacheldrahtverhaue und Maschinengewehr-Stellungen bahnen konnten. Erst die schnelleren, als Kavalleriepanzer bezeichneten Fahrzeuge wie der Whippet konnten durch eine Lücke in der feindlichen Verteidigung durchbrechen und in das Hinterland vorrücken. Die Panzerung war gegen Geschütze, Handgranaten und Flammenwerfer anfällig. Tiefe Granattrichter und breite Gräben („Panzergraben“) konnten bereits ein unüberwindbares Hindernis für die Panzer darstellen. Viele Panzer fielen wegen technischer Defekte aus. Als richtungweisend für die weitere Panzerentwicklung erwies sich der französische Renault FT, der einen zentralen, drehbaren Geschützturm hatte. Der FT hatte 35 PS und wog 7 Tonnen.
Die Oberste Heeresleitung war zuerst der Meinung, der Panzer sei allenfalls eine „Schockwaffe“, die zwar in der Lage wäre, der eigenen Seite einen psychologischen Vorteil zu verschaffen, die jedoch auf Dauer keine durchschlagenden Erfolge erzielen könne. Diese Einschätzung stützte sich nicht zuletzt auf die Mängel der damaligen Panzer. Erst spät erkannte man den Wert der Panzerwaffe. Zu dieser Zeit mangelte es der deutschen Kriegswirtschaft an den nötigen Ressourcen. Zum Jahreswechsel 1917/18 schickte die Heeresleitung die „1. deutsche Tankabteilung“ zur taktischen Ausbildung zum Sturm- und Lehrbataillon nach Beuveille. Auf dem dortigen Übungsplatz zeigten sich deren Mankos. Die deutschen Tanks waren verhältnismäßig langsam und schwerfällig. Am 1. Februar fand eine vorläufige Besichtigung der Abteilung durch Oberst Meyer, Chef des Kraftfahrzeugwesens, statt. Vom deutschen Kampfwagen A7V wurden deshalb nur etwa 20 Exemplare produziert.
Viele der erbeuteten alliierten Panzer (Beutepanzer) wurden von den Deutschen in den eigenen Reihen wiederverwendet.
Während des Ersten Weltkriegs kam es zu ersten Gefechten zwischen Panzern.

### Zwischen den Weltkriegen
Zwischen den Weltkriegen experimentierten die Ingenieure in vielen Ländern mit den unterschiedlichsten Konzepten an der Weiterentwicklung des Panzers. Häufig orientierten sich die Entwicklungen an den bisher bekannten Truppenarten: langsame Infanteriepanzer, schnelle Kavalleriepanzer, schwere Artilleriepanzer und übergroße „fahrende Festungen“ waren das Ergebnis dieser Überlegungen. Insbesondere Experimente mit Multiturmpanzern bewährten sich im Einsatz nicht, da die meist verschiedenartige Bewaffnung keinen Vorteil im Kampf verschaffte.
Schließlich setzte sich die noch heute übliche Form des Kampfpanzers mit einem Waffenturm durch. Zunehmend wurde die eigenständige Bedeutung der Waffe erkannt und zum Maßstab der Entwicklung. Die meisten Panzerkonstruktionen zwischen den Weltkriegen blieben bis zum Ausbruch des Zweiten Weltkrieges in Dienst und mussten dort erstmals ihre Funktionalität unter Beweis stellen. Dann setzte eine rasante Fortentwicklung der Waffentechnik der Panzer ein.
Die Sowjetunion begann 1933 mit der Massenproduktion des leichten Spähpanzers T-37. Er konnte schwimmen und gilt als der erste Schwimmpanzer.

### Zweiter Weltkrieg

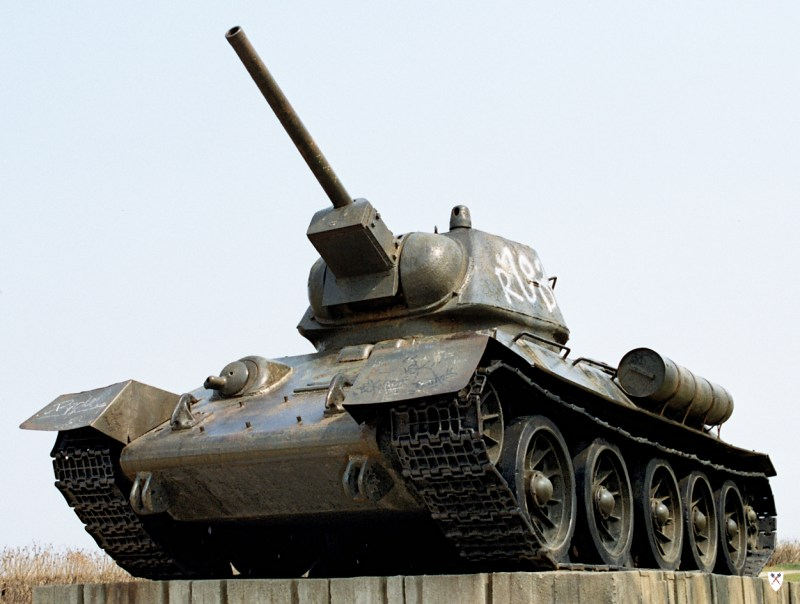
Sowjetischer Kampfpanzer T-34/76

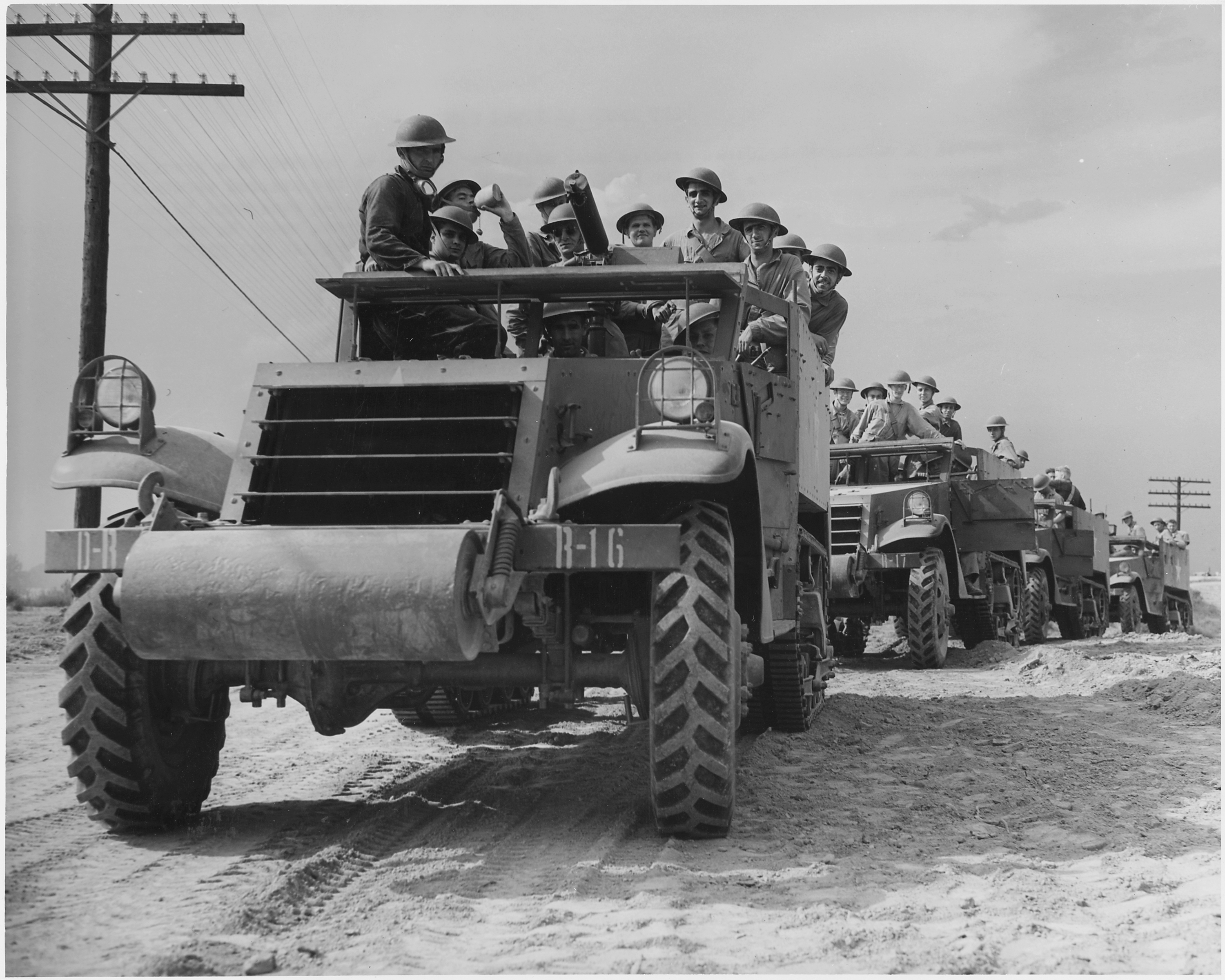
US-amerikanischer Schützenpanzerwagen M2

Die Briten und Franzosen verloren Anfang der 1930er Jahre ihren technischen Vorsprung in der Panzertechnik und auch in der Taktik. Dort betrachtete man den Panzer weiterhin in erster Linie als Unterstützungswaffe für die Infanterie. Offiziere, die für den massiven Einsatz dieses Waffensystems plädierten (z. B. der spätere französische Präsident Charles de Gaulle) konnten sich mit ihren Konzepten nicht durchsetzen.
Die deutsche Armee setzte im Rahmen der Aufrüstung der Wehrmacht konsequent auf den Panzer und verfolgte dabei die Theorien des Generals Heinz Guderian, der für starke von der Infanterie unabhängige Panzerverbände plädierte und somit die Panzertruppe zu einer eigenständigen Truppengattung formte. Die Standardmodelle sollten der für die Panzerbekämpfung zuständige Panzer III und der zur Unterstützung dienende Panzer IV werden, welche aber zu Kriegsbeginn nur in geringer Anzahl zur Verfügung standen. Tatsächlich bestand die Masse der deutschen Panzerdivisionen in den ersten zwei Kriegsjahren aus eher schwachen Panzern wie dem Panzer I, Panzer II sowie auch den tschechischen Beutepanzern Panzer 35(t) und Panzer 38(t), welche im direkten Vergleich mit den alliierten Modellen teils deutlich unterlegen waren. Trotzdem konnten die Deutschen damit in den ersten Jahren des Zweiten Weltkrieges große Erfolge erringen, da sie die taktischen und operativen Fähigkeiten des Panzers erkannten und das neuartige Blitzkriegskonzept konsequent umsetzten.
Die zunehmende Motorisierung der Bodenstreitkräfte brachte die Trennung von Kampfpanzer und Artilleriepanzer (z. B. Sturmgeschütz III) als neue Panzergattung hervor.
Um Soldaten und Material zu transportieren oder als Waffenträger zu dienen, wurden leicht gepanzerte, oben offene Ketten- und Halbkettenfahrzeuge wie deutsche Schützenpanzerwagen 250 und 251, britische Universal Carrier und US-amerikanische M2 und M3 entwickelt und gebaut. Der Sowjetunion standen solche Fahrzeuge nicht zur Verfügung, deswegen wurde mit aufgesessener Infanterie auf Kampfpanzern improvisiert. Nach dem Krieg entwickelten sich Schützen- und Transportpanzer aus dieser Fahrzeuggattung.
Im Kriegsverlauf entwickelte sich die Panzertechnik sehr schnell weiter. Mit dem Erscheinen neuer Panzer, vor allem des sowjetischen Kampfpanzers T-34 ab 1941, dem Artillerie-/Jagdpanzer SU-76 ab 1942 und der sich wandelnden Taktik der Gegner, die aus ihren Fehlern lernten, ging die deutsche operative Überlegenheit mehr und mehr verloren. Auch aufgrund der deutlichen zahlenmäßigen Unterlegenheit konnten selbst mit späteren technisch überlegenen deutschen Panzermodellen wie dem Panther und Tiger die deutschen Panzerstreitkräfte keine durchgreifenden Erfolge mehr erzielen. Die technische Entwicklung ging immer mehr in Richtung schwerer Bewaffnung und Panzerung. Begrenzend wirkte hier die mangelnde Verfügbarkeit entsprechend leistungsfähiger Motoren. Auch die geringe Verfügbarkeit von seltenen Materialien wie Molybdän für die Panzerung und die Verknappung von Materialien wie Gummi setzten der Effizienz der Panzer Grenzen. Spezialisierte Panzertypen wie der Jagdpanzer wurden nun entwickelt.
Gegen Ende des Krieges konnten die Panzer der westlichen Alliierten zwar nicht mit den Leistungen deutscher Panzer mithalten, jedoch konnte man aufgrund der großen zahlenmäßigen Überlegenheit und der fast vollständigen Luftüberlegenheit auf eine andere Taktik setzen. Die Panzerbekämpfung wurde vornehmlich von Erdkampfflugzeugen, auch Schlachtflugzeug genannt, geführt. Die Panzer wurden zur Infanterieunterstützung eingesetzt. Der M4 Sherman war ein vielgebauter und universeller Kampfpanzer des Krieges. Einige der zahlreichen Versionen waren Schwimm- und Minenräumpanzer, die vor allem während der Landung in der Normandie verwendet wurden. Der erste Minenräumpanzer war aber eine Abart des britischen Matilda während des Afrikafeldzugs.
Zu den Panzermodellen des Zweiten Weltkrieges siehe:
- Australische Militärfahrzeuge des Zweiten Weltkrieges
- Belgische Militärfahrzeuge des Zweiten Weltkrieges
- Britische Militärfahrzeuge des Zweiten Weltkrieges
- Französische Militärfahrzeuge des Zweiten Weltkrieges
- Italienische Militärfahrzeuge des Zweiten Weltkrieges
- Japanische Militärfahrzeuge des Zweiten Weltkrieges
- Kanadische Militärfahrzeuge des Zweiten Weltkrieges
- Liste von Kettenfahrzeugen der Wehrmacht
- Polnische Militärfahrzeuge des Zweiten Weltkrieges
- Sowjetische Militärfahrzeuge des Zweiten Weltkrieges
- Ungarische Militärfahrzeuge des Zweiten Weltkrieges
- US-amerikanische Militärfahrzeuge des Zweiten Weltkrieges

### Kalter Krieg
Nach dem Zweiten Weltkrieg wurde dem mobilen Gefecht der verbundenen Waffen eine noch größere Bedeutung zugemessen. So wurde der Schützenpanzer, der die Infanterie zum Kampf tragen und dann weiter unterstützen konnte, eingeführt. Transportpanzer sowie weitere Panzerfahrzeuge für Unterstützungstruppen wurden entwickelt. Die Bedeutung der Artilleriepanzer ist noch gewachsen.
Die Verbreitung der Panzerabwehrlenkwaffe mit Hohlladungssprengköpfen (siehe HEAT) führte zu einer Weiterentwicklung der Panzerungstechnologie. Zunehmend wurden elektronische Sensoren (Infrarot, Laser) eingesetzt, um Zielgenauigkeit und Nachtkampffähigkeit zu steigern. Die drohende Gefahr eines Atomkriegs machte es notwendig, die Panzerfahrzeuge mit ABC-Schutz auszustatten.
Gemäß unterschiedlicher Einsatzdoktrin der NATO und des Warschauer Paktes verlief die Panzerentwicklung unterschiedlich. Die Sowjetunion und ihre Verbündeten entwickelten Fahrzeuge mit einfacher Bedienbarkeit und hoher Reichweite, damit die verhältnismäßig schlecht ausgebildeten Wehrpflichtigen, die den Großteil der Armee stellten, diese Waffen bedienen konnten. Diese Wehrpflichtigen dienten nur zwei Jahre, was dazu führte, dass ihre Ausbildung stets nur rudimentär war. Dadurch war es möglich, eine sehr große Panzertruppe zu unterhalten. Diese Vorgaben mussten aber teilweise mit mangelhaftem Panzerschutz und schwächeren Hauptwaffen bezahlt werden. Andererseits konnten so sehr hohe Produktionszahlen erreicht werden. Die NATO setzte ihrerseits auf sehr komplexe Systeme, die den hohen Anforderungen sowohl an Panzerschutz, Feuerkraft wie auch Beweglichkeit gerecht werden sollten. Allerdings war auch der Ausbildungsaufwand höher, was dadurch kompensiert wurde, dass in weiten Teilen auf Berufssoldaten gesetzt wurde, die sich für längere Zeit verpflichteten und entsprechend gründlich ausgebildet werden konnten. Es wäre nicht problematisch gewesen, ähnliche Produktionsziffern zu erreichen, wie es etwa die Sowjetunion mit dem T-72 schaffte, die Kosten wären aber ungleich höher gewesen.

### Bedeutung heute

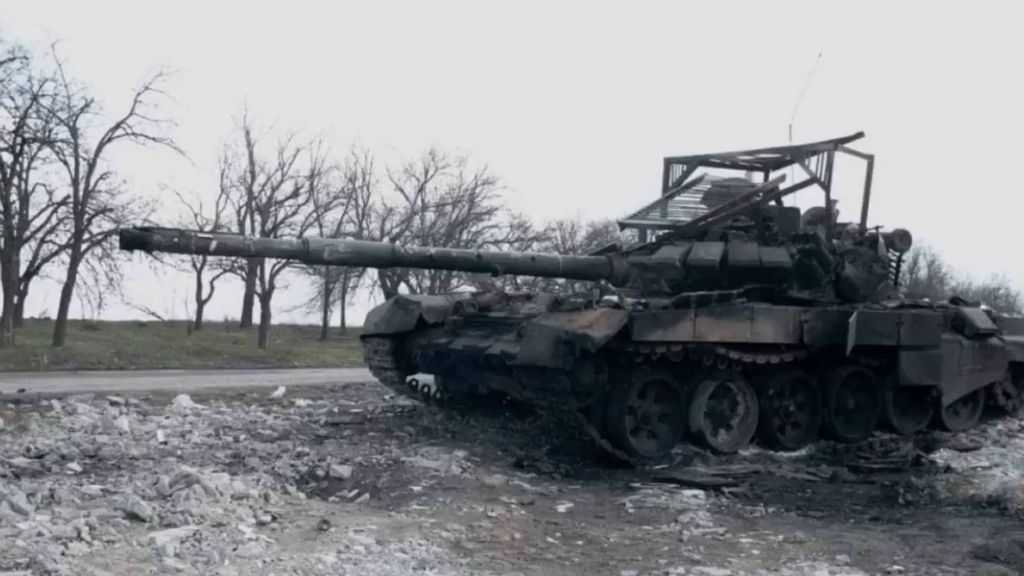
Zerstörter T-72 mit improvisiertem Drohnenschutz

Bis heute bilden Kampfpanzer, die zu Zeiten des Kalten Krieges entwickelt wurden, das offensive Rückgrat der meisten modernen Landstreitmächte (es gibt allerdings erste Beispiele für völligen Verzicht, wie z. B. die Niederlande). Ihr taktischer Wert wurde durch die asymmetrische Kriegführung und die weltweit höhere Verfügbarkeit preisgünstiger russischer Panzerabwehrwaffen stark verringert. Auch in der konventionellen symmetrischen Gefechtsführung ist der Gefechtswert der Kampfpanzer ohne ausreichende Flugabwehr oder bei einer überlegenen gegnerischen Luftwaffe (Luftüberlegenheit) stark eingeschränkt. Kriegsgeschichtliche Beispiele bieten Nordafrika, Normandie und Zweiter Golfkrieg. Zunehmend setzen die Staaten aufgrund der veränderten Bedrohungslage auf luftbewegliche, leichtere Panzereinheiten oder Radpanzer, die viele Komponenten gemeinsam haben. So setzen vor allem die westlichen Streitkräfte auf die Modulbauweise, um Fahrzeuge je nach Aufgabe anzupassen (z. B. Neue Gepanzerte Plattform). Auch Russland hat mit Armata ein ähnliches Konzept. Um den Gefechtswert der Kampfpanzer für Gefechte in urbanem Umfeld zu optimieren, erprobt man Umrüstungen wie den Leopard 2 PSO. Er verfügt neben einem optimierten Minenschutz auch über eine verbesserte Rundumsicht, Bewegungsmelder, die den toten Winkel im Nahbereich eindämmen sollen, sowie über eine aus dem Panzerinnenraum steuerbare Sekundärwaffe auf dem Turm.
Der russische Angriffskrieg gegen die Ukraine, der 2022 begann, belegt, dass sich auf dem Gefechtsfeld die Bedrohungslage für gepanzerte Fahrzeuge und Kampfpanzer sehr verändert hat. Neben den klassischen Panzerabwehrwaffen werden seit 2022 zunehmend ferngesteuerte oder autark operierende, unbemannte Flugobjekte (Drohnen und Loitering Weapons) gegen jedwede Art von Fahrzeug und Geschütz hinter den gegnerischen Linien eingesetzt. Diese haben teilweise eine große Reichweite und führen zu neuen Konstruktionen (wie Gitteraufbauten) auf den Fahrzeugen. Dienen die Drohnen der Luftaufklärung und sind diese mit hochpräziser Artillerie kombiniert, helfen jedoch diese Aufbauten nicht die Panzer zu schützen. Gegen erfahrene First-Person-View – Piloten in Drohneneinheiten, die Fahrzeuge direkt angreifen, sind die „Schildkröten“-Aufbauten meist auch wirkungslos, da diese die Schwachpunkte der Fahrzeuge kennen und diese mit an den Drohnen montierten Sprengkörpern gezielt anfliegen, wobei die Drohne in der Regel zerstört wird.

## Technik

### Panzerung

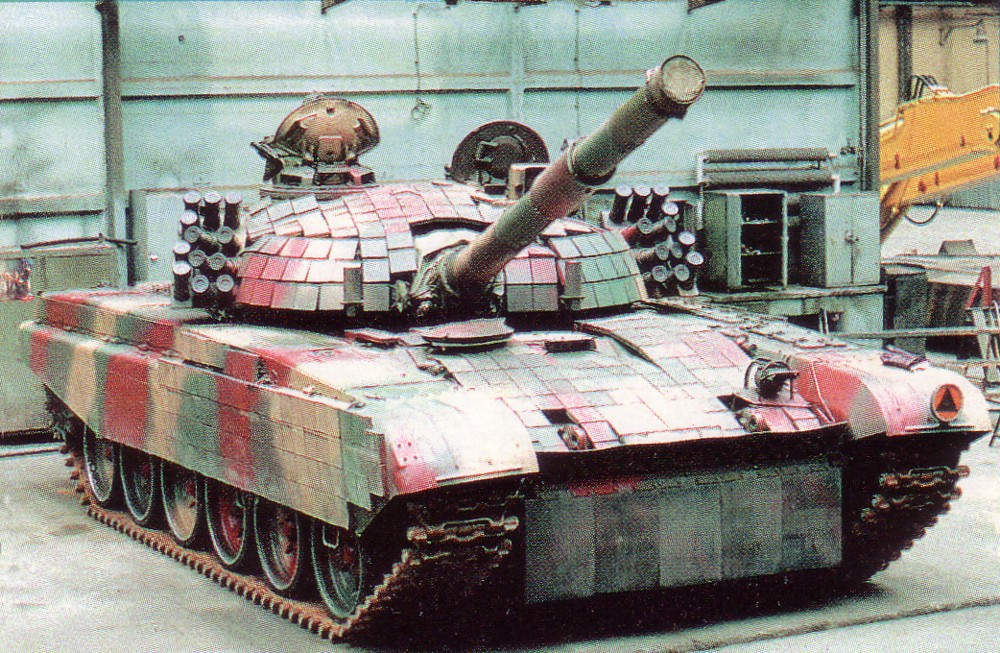
PT-91, kampfwert-gesteigerter T-72 mit reaktiver Panzerung

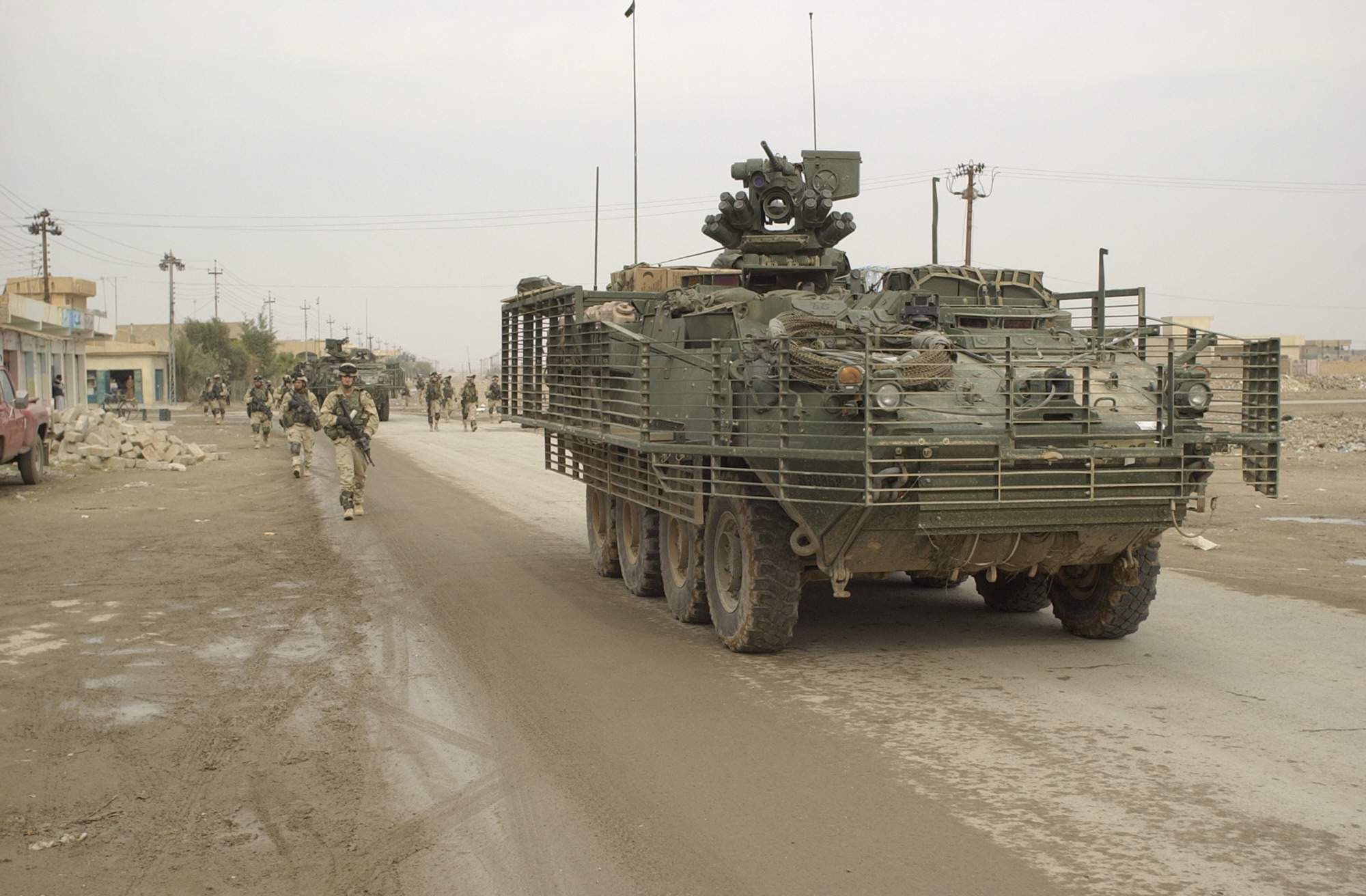
Ein Stryker im Irak mit Slat Armour als Zusatzpanzerung

Seit den ersten Tagen des Panzers bestand die Panzerung aus verschiedenen Stahllegierungen, die mit verschiedenen Härtungsverfahren bearbeitet worden sind. Bei leicht gepanzerten Fahrzeugen kann auch Aluminium zum Einsatz kommen. Dabei genügt es nicht, die Legierung möglichst hart zu machen, denn dann kann ein auftreffendes Geschoss die Panzerung zum Zerspringen ähnlich wie Glas bringen. Härte und Duktilität müssen im Gleichgewicht stehen. Deswegen kommen auch oberflächengehärtete Stahlsorten (beispielsweise Nitrierstahl) zum Einsatz, bei denen die Oberfläche härter als der Rest ist.
Die Konstruktion kann maßgeblich zur Effektivität der Panzerung beitragen. Ein Geschoss gibt die meiste kinetische Energie ab, wenn es im rechten Winkel auf die Panzerung auftrifft. Je flacher der Winkel, desto weniger Energie wirkt auf die Panzerung. Somit wird die Konstruktion des Panzers so optimiert, dass die Panzerung zu den erwarteten Geschossen möglichst nicht im rechten Winkel steht. (siehe: Panzerung#Geneigte Anordnung)
Hohlladungsgeschosse (HEAT) und Raketen stellten nach 1942 (durch Bazooka, Faustpatrone, PIAT) eine enorme Bedrohung für Kampfpanzer dar, da sie Panzerungen aus Stahl in Stärken durchschlagen konnten, die es nicht mehr praktikabel machten, einen dagegen sicheren Panzer zu bauen. Fortschritte wie die Verbundpanzerung, Schottpanzerung oder Reaktivpanzerung machten den Panzer wieder konkurrenzfähig.
Bei der Reaktivpanzerung werden zusätzlich auf der Panzeroberfläche Platten, die als kleine Sprengladungen ausgeführt sind, angebracht. Diese verhindern im Falle des Aufschlages eines Geschosses durch ihre Detonation beispielsweise die Entwicklung des panzerbrechenden Metallstachels der Hohlladung oder sollen das Wuchtgeschoss ablenken.
Gewebematten (Spall-Liner) aus hochfesten Fasern wie Aramid (Kevlar) schützen die Besatzung vor Absplitterungen und Geschossresten im Innenraum. Beim Durchschlagen des Liners selbst wird der Öffnungswinkel des Splitterkegels beeinflusst. Sie sind bei vielen (vor allem westlichen) Panzern zu finden.
Die Panzerung wird auf ein im Gewicht noch vertretbares Maß verstärkt. Obwohl über ein halber Meter Bautiefe an Panzerung an der Front heute durchaus nicht ungewöhnlich ist, kann ein Panzer aus Gewichts- und anderen naheliegenden Gründen (Mobilität, Transportfähigkeit) nicht überall eine derartige Panzerstärke aufweisen. Die Panzerungen sind in den meisten Fällen ausreichend dimensioniert, um die jeweils vorhergehende Generation feindlicher Panzerabwehrwaffen abzuweisen. Noch immer wird die Panzerstärke in RHA (rolled homogeneous armour) angegeben, was aber nur ein grober Vergleichswert ist, denn die Panzerung reagiert auf die verschiedenen Geschosstypen jeweils anders.
Die nachträgliche Verstärkung der Panzerung wurde schon im Zweiten Weltkrieg praktiziert und findet immer noch Anwendung. Zum einen sind es provisorische Mittel wie Sandsäcke, Panzerkettenglieder oder Baumstämme. Zum anderen sind das nachträglich angebaute Panzerplatten (auch Panzerschürzen genannt), meist in einem gewissen Abstand zu der ursprünglichen Panzerung. Seit dem Aufkommen von Hohlladungsgeschossen wird auch Käfigpanzerung – im 21. Jahrhundert als Slat Armour bekannt – angebracht, um das Geschoss vor dem Aufschlag auf die Panzerung zu zünden. Wurde früher noch Maschendraht genutzt, so sind moderne Konstruktionen heute aus Stahl gefertigt und entsprechen mehr einem Gitter. Sie bieten einen wirksamen Schutz und sind eine einfache Alternative mit geringem Gewicht, die nicht nur bei Panzern Anwendung findet. Auch die Reaktivpanzerung kann relativ leicht durch Modernisierungsmaßnahmen den Kampfwert eines Panzers steigern. Alle diese nachträglichen Maßnahmen haben den Nachteil gemeinsam, dass dadurch das Gewicht erhöht wird und folglich die Mobilität darunter leidet.
Immer mehr gibt es einen Rüstungswettlauf zwischen der Panzerung und den Panzerabwehrwaffen verschiedener Art, die oft auch dahingehend weiterentwickelt wurden, schwächer gepanzerte Teile anzugreifen wie die Oberseite, das Heck, den Boden oder die Ketten.
Seit dem Ende des Kalten Krieges werden neue Anforderungen gestellt. Die asymmetrische Kriegführung in Ländern der Dritten Welt (Irak, Tschetschenien, Afghanistan) zeigen weniger die Verwendung schwerer panzerbrechender Waffen als vielmehr einfacher Waffen. Darauf zielen ein verbesserter Schutz von Panzern gegen Landminen und ein verbesserter Rundumschutz statt starker Frontpanzerung ab.
Informationen über die Zusammensetzung und Stärke der Panzerung unterliegen vielfach der Geheimhaltung. Einige Beispiele, in denen moderne westliche Kampfpanzer durch Wirkung eigener Waffen zerstört wurden („Friendly Fire“), lassen Rückschlüsse auf ihre Panzerung zu. So zeigte sich im Zweiten Golfkrieg 1991, dass eine US-amerikanische Hellfire-Rakete einen M1 Abrams zerstören konnte. Im Dritten Golfkrieg 2003 griff ein britischer Challenger 2 irrtümlich einen britischen Panzer gleichen Typs an. Dabei wurden zwei Besatzungsmitglieder getötet und die beiden anderen verletzt. Der Panzer wurde als Totalverlust abgeschrieben.

### Abstandsaktive Schutzmaßnahmen
Als abstandsaktive Schutzmaßnahmen oder auch aktive Panzerung bezeichnet man alle aktiven Systeme gegen angreifende Projektile, die nicht nur aus passiven Panzerungsmaterialien bestehen. Dazu zählen z. B. Systeme, die automatisch die Besatzung vor feindlichen Kräften warnen, insbesondere vor anfliegenden Projektilen. Zum Teil werden durch sie auch selbständig Gegenmaßnahmen ergriffen, wie etwa den Turm mit seiner stark gepanzerten Front und der Rohrwaffe automatisch dem Angreifer entgegenzudrehen, die Nebelwurfanlage zu betätigen, um so anfliegenden Raketen mit Suchkopf die Sicht zu nehmen, und elektronische Gegenmaßnahmen gegen radargeführte Raketen und gegen lasergestützte Systeme zu ergreifen. Daneben können anfliegende Projektile auch direkt angegriffen werden. Dies geschieht etwa mit ungerichteten Schrotladungen aus Nebelwurfbechern oder mit gerichteten Schrotladungen aus drehbaren Abschussvorrichtungen.

### Bewaffnung

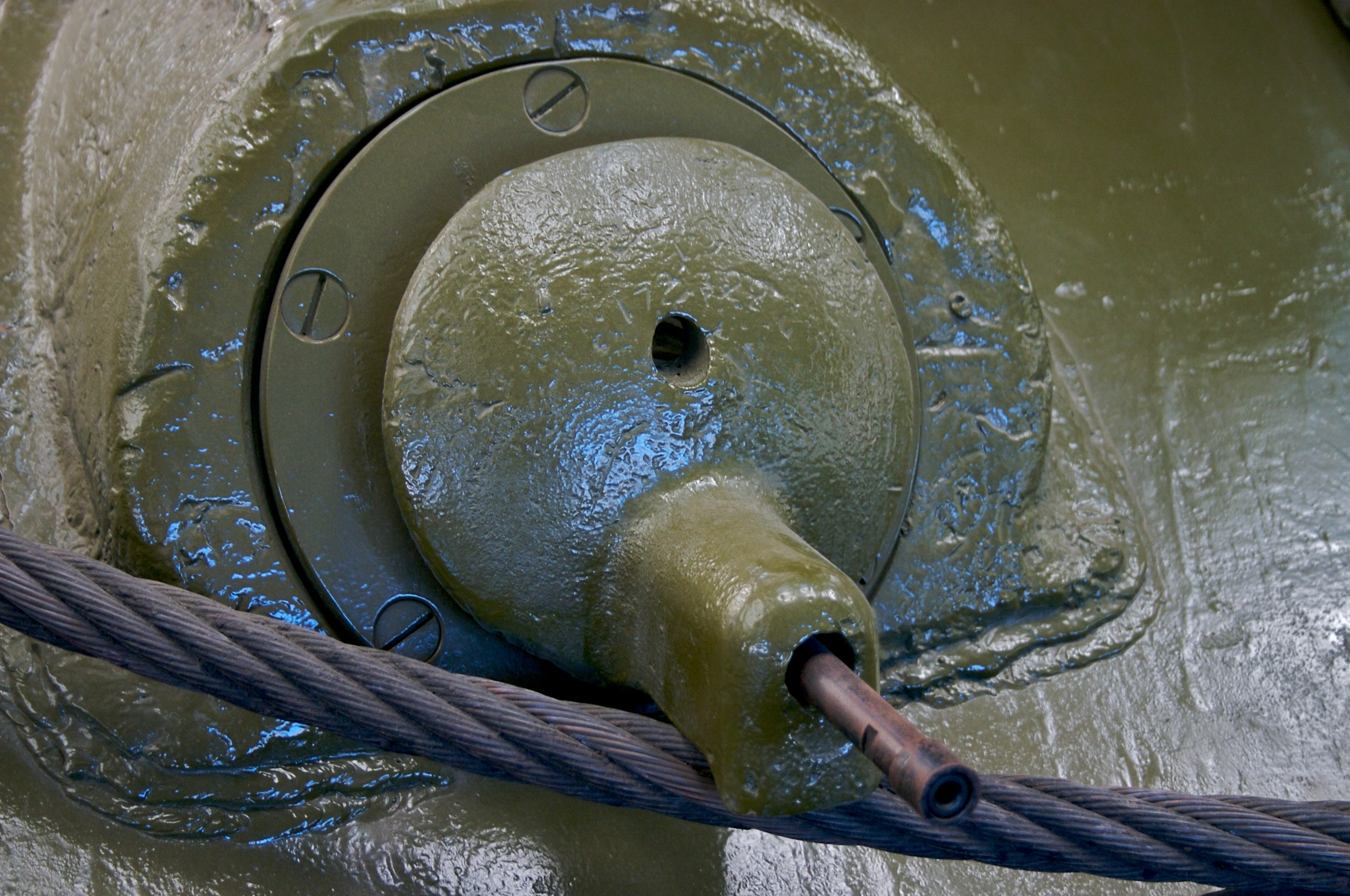
Bugmaschinengewehr des T-34

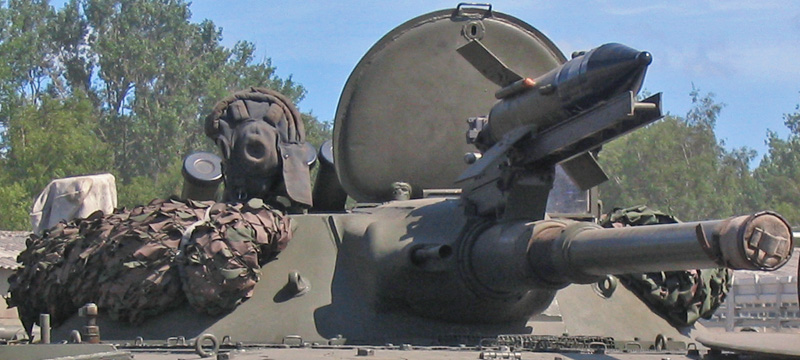
BMP-1: 73-mm-Glattrohrkanone und Panzerabwehrrakete

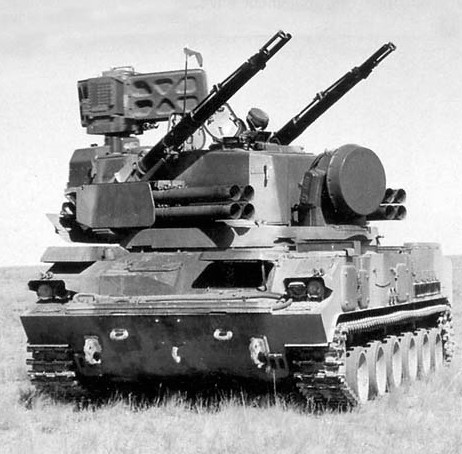
2K22 Tunguska: zwei Maschinenkanonen und Flugabwehrraketen

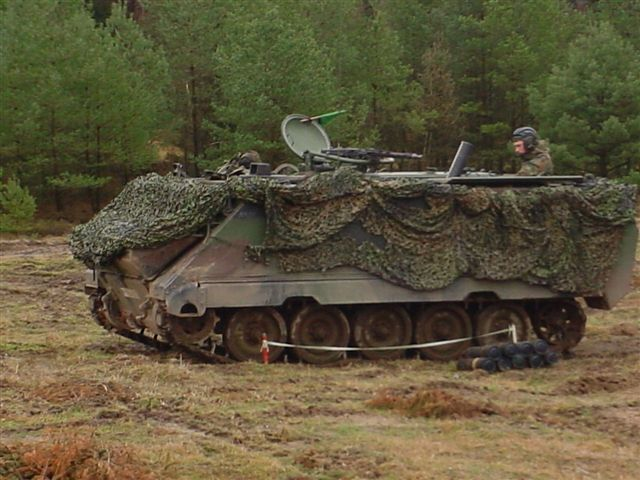
M113 Panzermörser 120 mm

Die Bewaffnung ist je nach Typ und Einsatzzweck sehr unterschiedlich und unterliegt dem technischen Fortschritt. Das Spektrum reicht von Maschinengewehren, Maschinenkanonen über verschiedene Geschütze bis zu Raketen. Als Gemeinsamkeit besitzen die meisten Panzer Maschinengewehre gegen angreifende Infanterie. Zur Nahverteidigung gegen feindliche Infanterie können sie aus Nebelwurfbechern Splittergranaten ungerichtet verschießen.
Von den ersten englischen Panzern (Mk. I) gab es eine männliche Version (mit Kanonen- und Maschinengewehrbewaffnung) sowie eine weibliche Version (mit ausschließlicher Maschinengewehrbewaffnung). Die mit Kanonen bestückten Panzer sollten befestigte Stellungen angreifen, die mit Maschinengewehren bestückten Infanteriepanzer sollten die eigene vorrückende Infanterie decken. Später wurde es für Kampfpanzer generell notwendig, die Bewaffnung für eine Panzerkonfrontation zu tragen.
In der weiteren Entwicklung wurden immer größere Kaliber eingesetzt, um die immer stärkere Panzerung der gegnerischen Panzer durchschlagen zu können. Seit 1962 (T-62) bzw. 1979 (Leopard 2) verwenden Kampfpanzer Glattrohrkanonen. Die gängigsten Kaliber für Panzerkanonen sind heute 120 mm (West) und 125 mm (Ost).
Die Jagdpanzer des Zweiten Weltkrieges verfügten über die gleiche Bewaffnung wie die Kampfpanzer. Nach dem Krieg änderte sich das grundlegend. Nach wenig erfolgreichen Versuchen mit rückstoßfreien Geschützen (z. B. M50 Ontos) werden Panzerabwehrraketen verwendet.
Schützenpanzer verfügen meist über Maschinenkanonen bis Kaliber 40 mm für die Infanterieunterstützung. Die schnell feuernden Kanonen können auch gegen Flugziele eingesetzt werden. Da diese Waffe aber gegen stark gepanzerte Kampfpanzer wirkungslos ist, verfügen manche Schützenpanzer zusätzlich über Panzerabwehrraketen (z. B. M2 Bradley, BMP-1). Einige Modelle hatten Kugelblenden; mitfahrende Infanteristen konnten mit ihren Handfeuerwaffen aus dem Innenraum nach draußen schießen.
Artilleriepanzer tragen weitreichende Kanonen (Haubitzen) für Steilfeuer und verwenden diese nur zur Verteidigung im direkten Richten. Mörsertragende Artilleriepanzer können je nach Bauweise ihre Waffe nur eingeschränkt direkt verwenden. Das skandinavische Artillerie-Mörsersystem AMOS (Advanced Mortar System) ist hingegen auch in der Lage, im direkten Richten bei einer Elevation von −3 Grad bis +85 Grad Ziele in 150 bis 1550 Meter Entfernung zu beschießen.
Flugabwehrpanzer tragen Maschinenkanonen oder Flugabwehrraketen gegen Luftziele. Um die praktische Feuergeschwindigkeit gegen schnelle Flugzeuge zu steigern, sind die Maschinenkanonen oft als Zwilling oder Vierling gebündelt oder als mehrläufige Gatling-Kanone ausgeführt. Die Maschinenkanonen können aber auch gegen Bodenziele verwendet werden. Flugabwehrpanzer mit Mischbewaffnung, wie der M6 Linebacker oder der 2K22 Tunguska, tragen sowohl Maschinenkanonen als auch Flugabwehrraketen. Bei modernen Flugabwehrpanzern richtet eine Feuerleitanlage mit Radar die Bewaffnung automatisch auf Flugzeuge in Reichweite aus.
Mit Geschützen ausgestattete Panzer haben meist Ladeautomaten; bei Kampfpanzern seit den 1960ern (z. B. T-64), bei den Artilleriepanzern seit den 1990ern (zum Beispiel die Panzerhaubitze 2S19).
Bis zur Mitte des Zweiten Weltkriegs musste der Panzer stehen, damit der Richtschütze einen gezielten Schuss abgeben konnte. Die starken Bewegungen (z. B. Nickbewegungen) des Panzers beim Fahren, die sich auch auf die Kanone übertrugen, machten gezielte Schüsse während der Fahrt unmöglich. Der M4 Sherman war der erste Panzer mit einer kreiselstabilisierten Hauptwaffe. Spätere Systeme können zugleich auch neben der Bewegungen des Panzers seine Wechsel der Fahrtrichtung ausgleichen, d. h. der Turm behält durch Drehung die eingestellte Zielrichtung der Kanone bei bzw. die Waffensanlage wird automatisch nachgeführt; somit bleibt die Kanone bei jeglicher Bewegung stets auf das anvisierte Ziel gerichtet. Auch viele Schützenpanzer (z. B. Marder 2) setzen diese Technik ein.

### Antrieb

#### Ottomotoren
Anfangs wurden mit Benzin oder Petroleum betriebene Ottomotoren als Reihen-, V- oder auch Sternmotor verwendet. Der Grund war, dass Ottomotoren, vor allem vor der Einführung des Turboladers bei Dieselmotoren, eine wesentlich höhere Leistungsdichte (Verhältnis von Leistung zu Gewicht) hatten als Dieselmotoren. Jedoch hatte diese Antriebsart den Nachteil einer höheren Brand- und Explosionsgefahr bei Beschuss. Bereits vor dem Zweiten Weltkrieg ging man deshalb teilweise zu Dieselmotoren über. Heute sind Ottomotoren in Panzern ungebräuchlich.

#### Dieselmotoren
Seit kurz vor dem Zweiten Weltkrieg finden sich schnelllaufende Viertakt-Dieselmotoren in Panzerfahrzeugen. Sie stellen heute den vorherrschenden und am weitesten entwickelten Antriebstyp dar. Die frühen, eher robusten, aber nicht sehr leistungsstarken Motoren wurden zu aufgeladenen Hochleistungsdieselmotoren weiterentwickelt. Diese kommen in praktisch allen Varianten zum Einsatz, etwa als V-Motor, in Boxeranordnung oder als Gegenkolbenmotor. Die Motoren wurden zunehmend komplexer, trotzdem können Panzerdieselmotoren zum Teil in wenigen Minuten ausgetauscht werden. Dieselmotoren haben im Vergleich zu Ottomotoren einen höheren Wirkungsgrad, womit die Panzer eine höhere Reichweite haben.

#### Vielstoffmotor
Vielstoffmotoren sind eine gut genutzte, aber eher seltene Art des Antriebs. Wie der Name schon erklärt, handelt es sich um einen Motor, der mit fast allen Arten von Kraftstoffen laufen kann. Zum Anfang des Kalten Kriegs wurden viele in Deutschland ins Militär eingeführten Panzer mit solchen Motoren ausgestattet, da im Falle eines Krieges mit einem Engpass für bestimmte Kraftstoffe zu rechnen war. Durch den Vielstoffmotor wäre eine Mobilität, unabhängig von der Kraftstoffart, sichergestellt gewesen. Der Nachteil dieses Motors war jedoch die geringe Leistung, weshalb er schon nach relativ kurzer Zeit nicht mehr verwendet wurde.

#### Gasturbinen

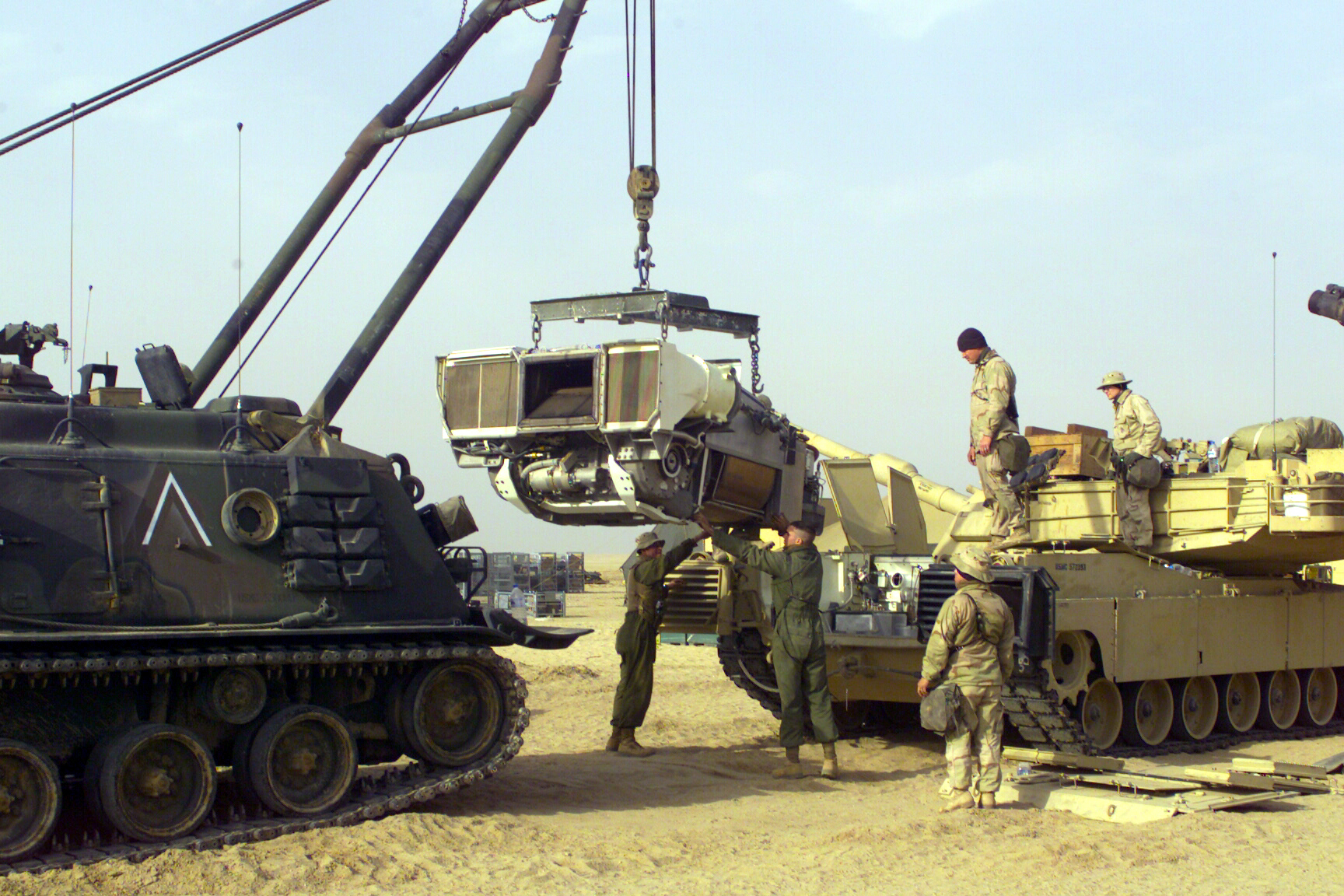
Motoraustausch bei US-amerikanischem M1 Abrams

Gasturbinen kommen als Antriebe in einigen Panzermodellen zum Einsatz.
Der Vorteil des Gasturbinenantriebs gegenüber einem Hubkolbenmotor liegt im geringeren Leistungsgewicht, die Gasturbine ist im Vergleich zu einem Hubkolbenmotor bei gleicher Leistung deutlich leichter und benötigt weniger Raum. Demgegenüber stehen ein erhöhter Kraftstoffverbrauch, vor allem im Teillastbetrieb, was die Reichweite des Fahrzeugs einschränkt und logistische Probleme in der Treibstoffnachführung verursachen kann. Durch die höhere Abgastemperatur und die dadurch verursachte stärkere Infrarotsignatur ist der Panzer ferner leichter zu orten.
Wegen der Nachteile wurden nur wenige Muster mit Turbinenantrieb entwickelt, da das höhere Triebwerksgesamtgewicht von Kolbenmotoren bei modernen Kampfpanzern mit 50 – 60 Tonnen Gesamtmasse eine untergeordnete Rolle spielt.
Die Probleme des hohen Treibstoffverbrauchs und der nicht vorhandenen Stromversorgung ohne laufende Turbine versucht man mit zusätzlichen Stromaggregaten und hybridem Mischantrieb (Diesel und zusätzliche Gasturbine) zu beheben.
Erstmals in einem Panzerfahrzeug wurde der Gasturbinenantrieb im schwedischen Sturmgeschütz Stridsvagn 103 als Zusatzantrieb zur Erhöhung der Spitzenleistung genutzt. Der erste Hauptkampfpanzer mit ausschließlichem Gasturbinenantrieb ist der sowjetisch-russische T-80. Der einzige weitere Hauptkampfpanzer mit Gasturbinenantrieb ist der US-amerikanische M1 Abrams.

#### Elektromotoren
Elektromotoren als Panzerkettenantrieb oder Radantrieb wurden schon von Anfang an erwogen (Holt Gas-Electric Tank), allerdings nur selten, und dann unbefriedigend, zur Serienreife gebracht (z. B. Jagdpanzer Elefant). Der Einsatz von Elektromotoren würde verschiedene Vorteile bieten, so würden etwa Getriebe und Antriebswellen überflüssig. Die Elektromotoren werden dabei durch Generatoren mit Strom versorgt, die von Verbrennungsmotoren angetrieben werden. Heute wird diese Antriebsform vor allem bei Lokomotiven und Schiffen eingesetzt und meist als dieselelektrischer Antrieb konstruiert. Welche Rolle sie bei künftigen Panzerkonstruktionen spielen werden, auch in Bezug auf die Entwicklung von Hybridelektrokraftfahrzeugen, lässt sich noch nicht abschätzen. Erste amerikanische Einsätze von Hybridmotoren dienen der Verlegungen in kürzen Entfernungen nur durch den elektrischen Antrieb um der Entdeckung durch Wärmebildkameras zu entgehen.

### Mobilität

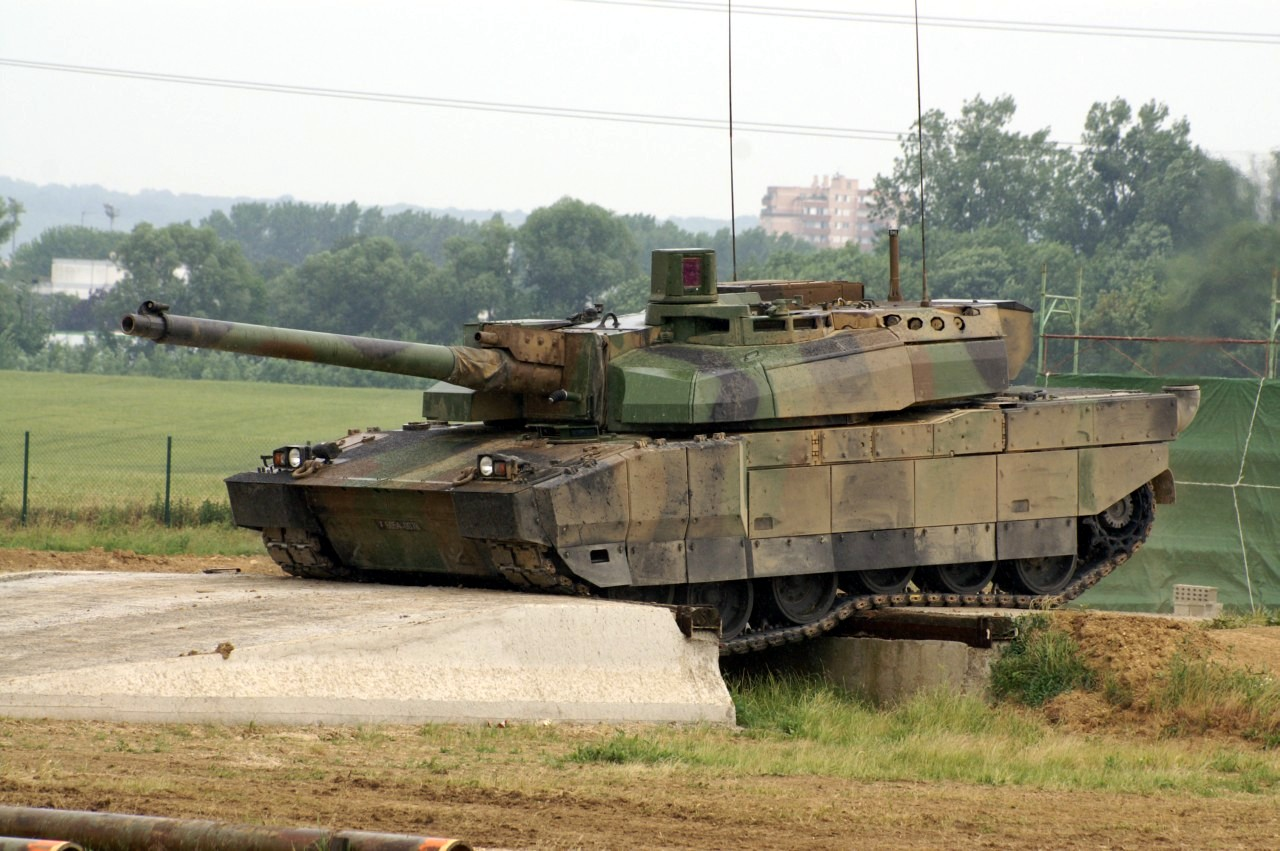
Leclerc überwindet einen Graben: Diese Fähigkeit wird Grabenüberschreitfähigkeit genannt

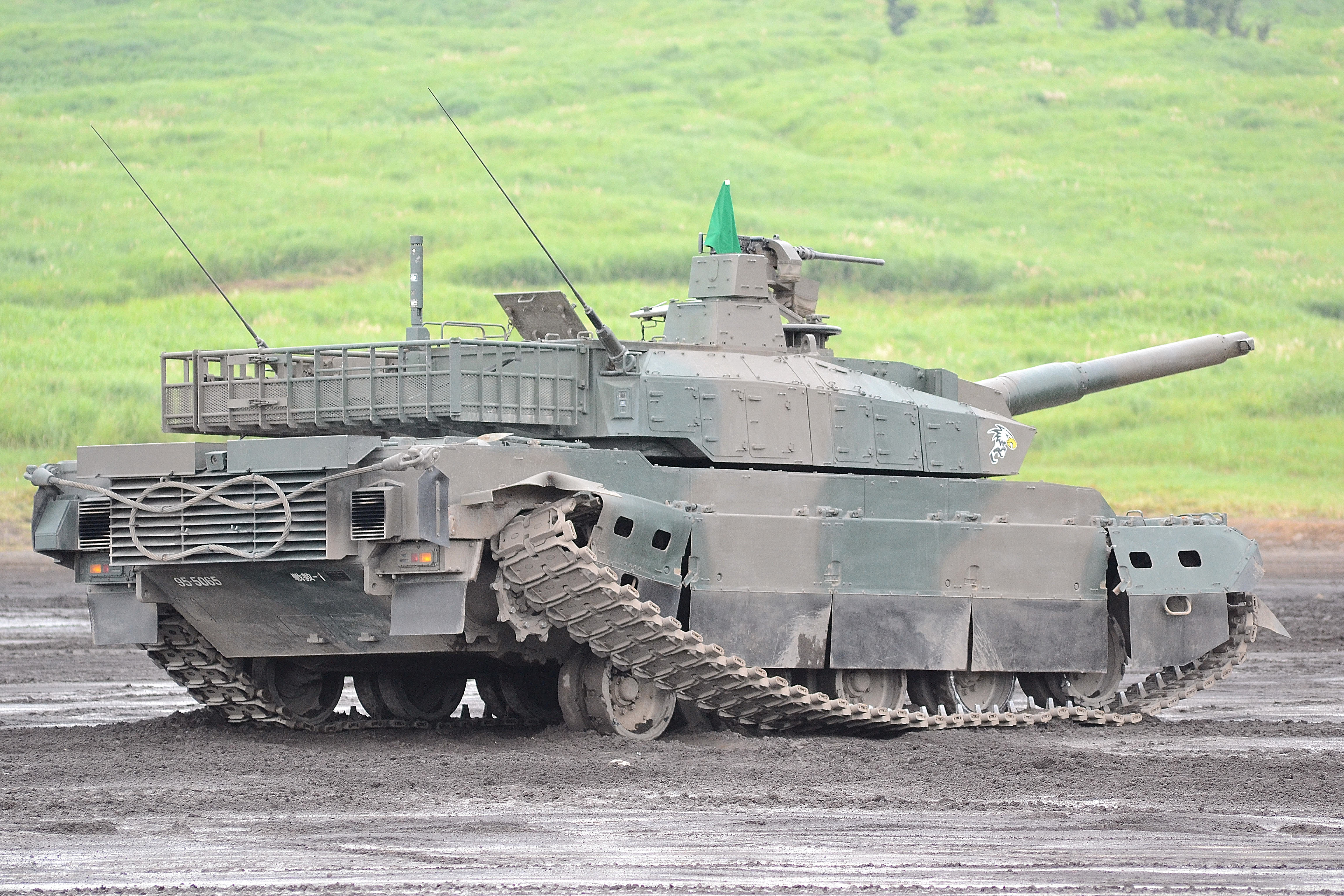
Typ 10 mit abgesprungener Kette

Eine der Anforderungen an Panzerfahrzeuge ist eine möglichst hohe Mobilität. Im Einzelnen bedeutet das Geländegängigkeit, Wendigkeit, maximale Reichweite ohne Betankung, Geschwindigkeit sowie amphibische Fähigkeiten. Diese z. T. im Widerspruch stehenden Anforderungen werden von Radpanzern und Kettenpanzern in unterschiedlicher Weise erfüllt.

#### Kettenantrieb
Der Kettenantrieb sorgt für eine sehr gute Geländegängigkeit. Fahrzeuge mit einem solchen Antrieb kommen gut mit schlammigem Untergrund zurecht, können Gräben überschreiten und überwinden mit dem meist nur bei Panzern vorhandenen Laufrad an der Vorderseite Hindernisse schnell und ohne Schäden. Einige Panzer verfügen über ein zusätzliches Hydraulikgetriebe, welches in erster Linie den Einsatz eines Lenkrads statt zweier Bremshebel erlaubt und – auch wenn dieses nicht auf alle Panzer zutrifft – es dem Panzer erlaubt, sich um seine Hochachse zu drehen. Die stabilen Ketten widerstehen einem Beschuss aus Handfeuerwaffen. Bei den genannten Vorteilen hat diese Antriebsart jedoch auch Nachteile: hohes Gewicht, hoher Treibstoffverbrauch und vergleichsweise geringe Geschwindigkeit auf befestigten Wegen. Dazu kommt, dass die Ketten keiner Panzerabwehrwaffe widerstehen und somit zur Achillesferse des Panzers werden können (der Panzer ist nach einem solchen Treffer noch funktionstüchtig, aber bewegungsunfähig und somit ein leichtes Ziel).

#### Radantrieb
Der Radantrieb ermöglicht eine schnelle Fortbewegung im leichten Gelände. Obwohl durch verbesserte Fahrwerke die Geländegängigkeit gesteigert werden konnte, erreichen Radantriebe jedoch in diesem Punkt nicht die Leistung von Kettenantrieben.
Vor allem im Zweiten Weltkrieg wurden Halbkettenpanzer verwendet, hauptsächlich um die Geländefähigkeit von Radfahrzeugen zu verbessern.

#### Andere Fortbewegungen

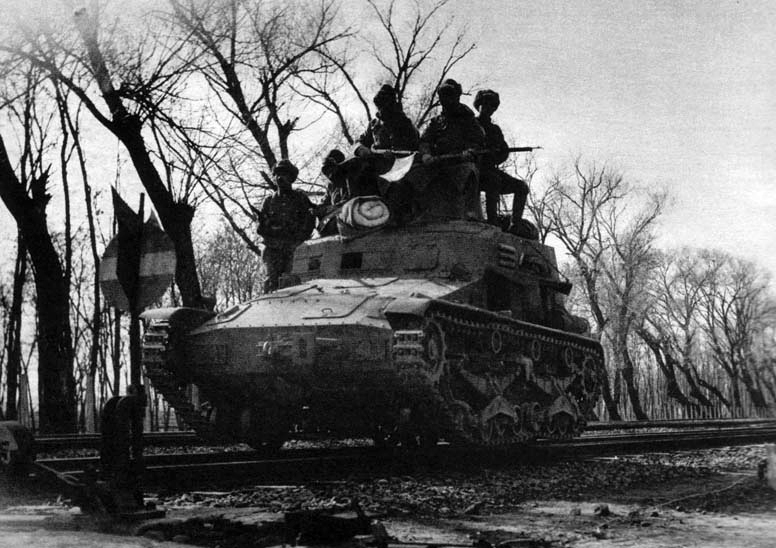
Zweiwege-Panzer Typ 95 So-Ki auf Schiene

Längere Strecken bis zum Bestimmungsort werden von schweren Panzerfahrzeugen gewöhnlich nicht mit eigener Kraft zurückgelegt. Der Transport geschieht per Eisenbahn auf einem Waggon oder auf der Straße per Tieflader.
Echte Schwimmpanzer sind auf Landeoperationen ausgerichtet und kommen auch mit mäßigem Wellengang zurecht. Manch andere Panzer verfügen zwar auch über amphibische Fähigkeiten, allerdings benötigen sie in den meisten Fällen eine gewisse Vorbereitung. Auch dann ist eine ruhige Wasseroberfläche, wie die von Binnengewässern, notwendig. Viele Panzer sind schon wegen des ABC-Schutzes luftdicht, somit auch wasserdicht. Die schweren Kampfpanzer sind auf Grund ihres Gewichts selten in der Lage zu schwimmen. Sie können aber mit einem Schnorchel ausgerüstet werden und flachere Gewässer durchwaten. Durch den Schnorchel wird der Motor mit dem nötigen Sauerstoff versorgt. Beim Leopard 2 kann ein Schacht auf die Turmluke aufgesetzt werden, so dass zusätzlich der Kommandant während der Unterwasserfahrt mit dem Kopf über der Wasseroberfläche bleiben kann. Im Notfall ist dieser Schacht breit genug, um als Rettungsausgang benutzt zu werden. Leichtere Panzer, vor allem Radpanzer, können schwimmfähig sein. Der Antrieb läuft im einfachsten Fall über die Räder bzw. Ketten, die sich im Wasser drehen. Fortschrittliche Fahrzeuge sind mit Unterwasserpropellern oder Wasserstrahlantrieb ausgerüstet.

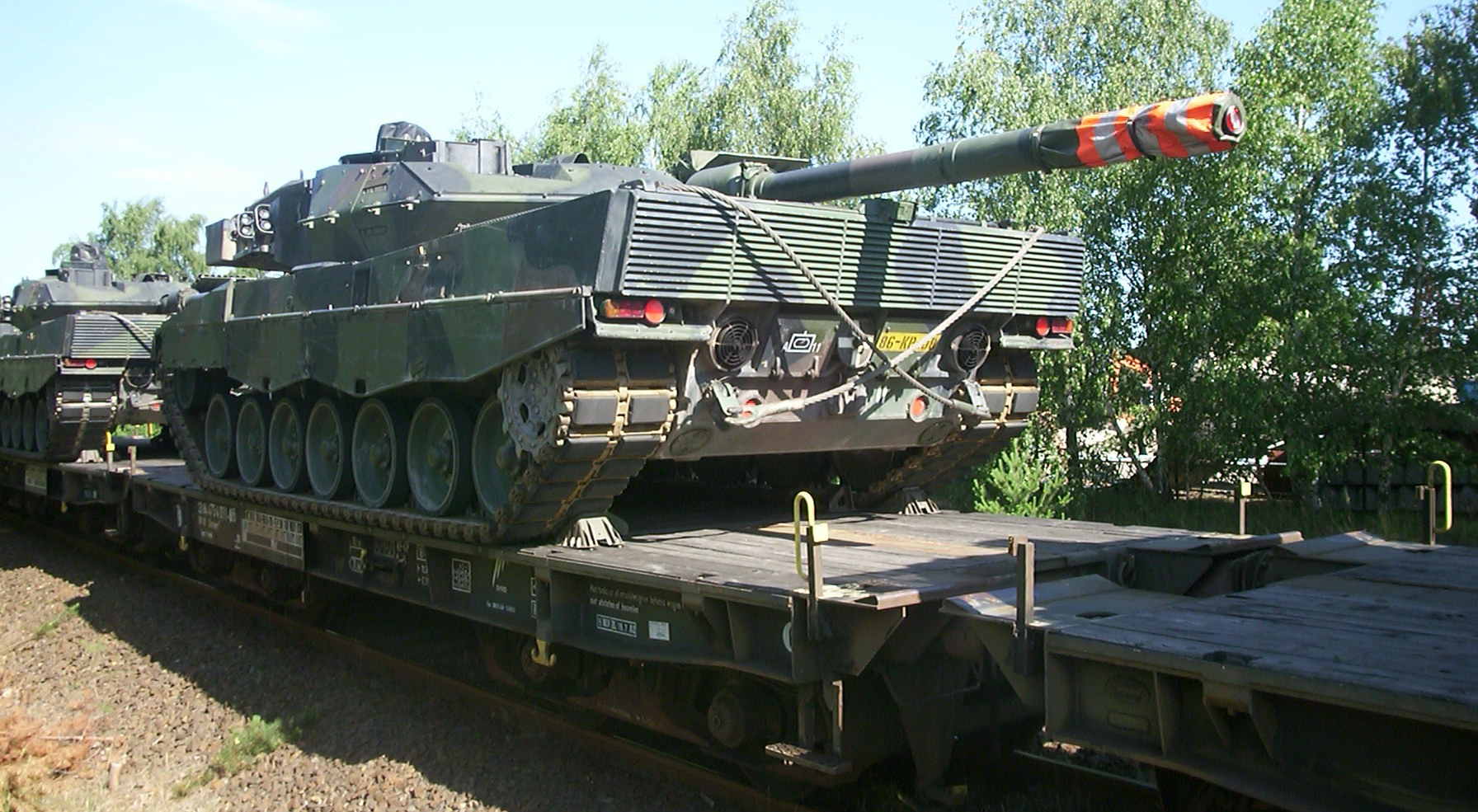
Transport eines Leopard 2A6 auf einem Flachwagen
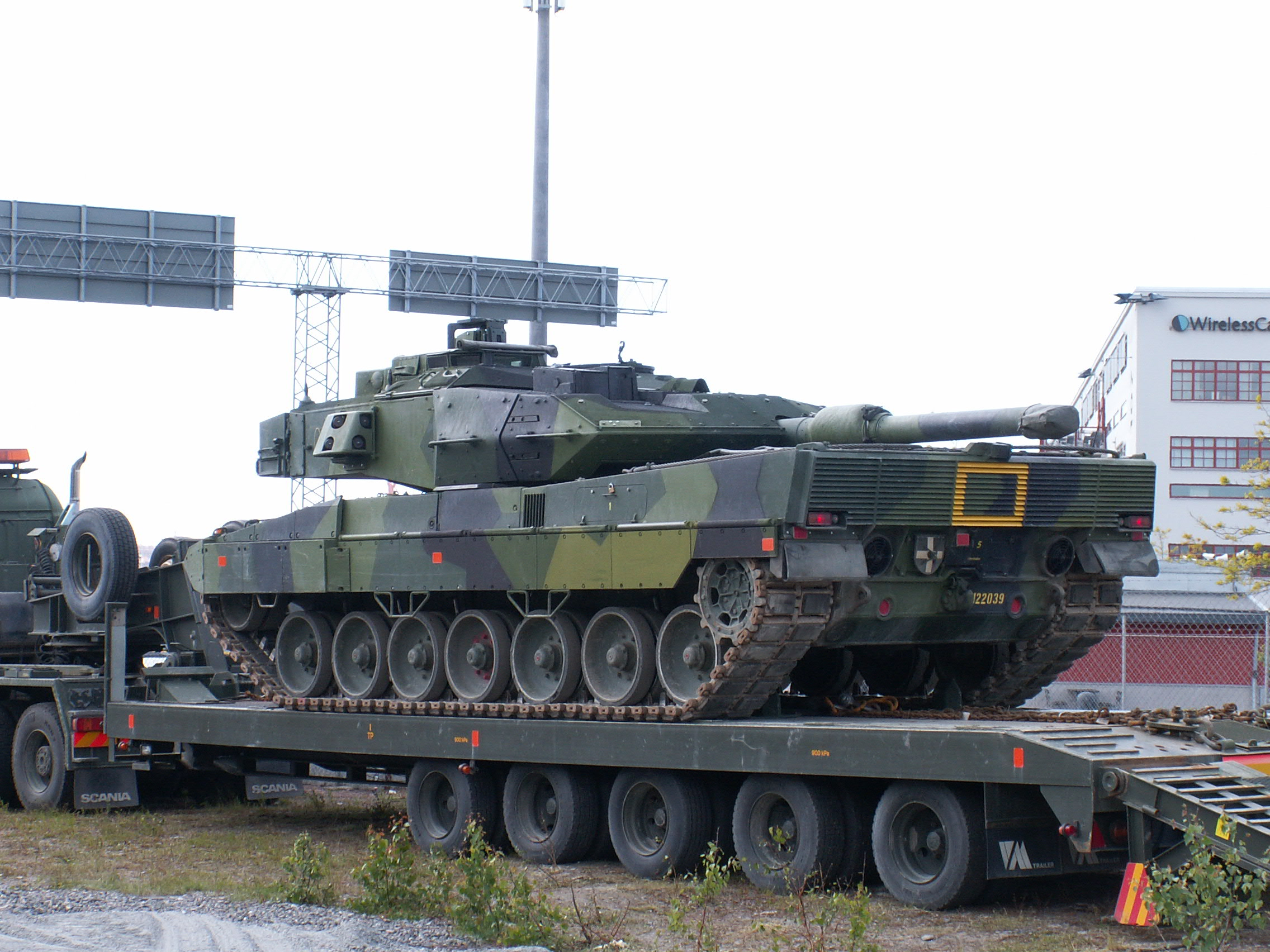
Verladung eines Strv 122 auf einen Tieflader eines Panzertransporter
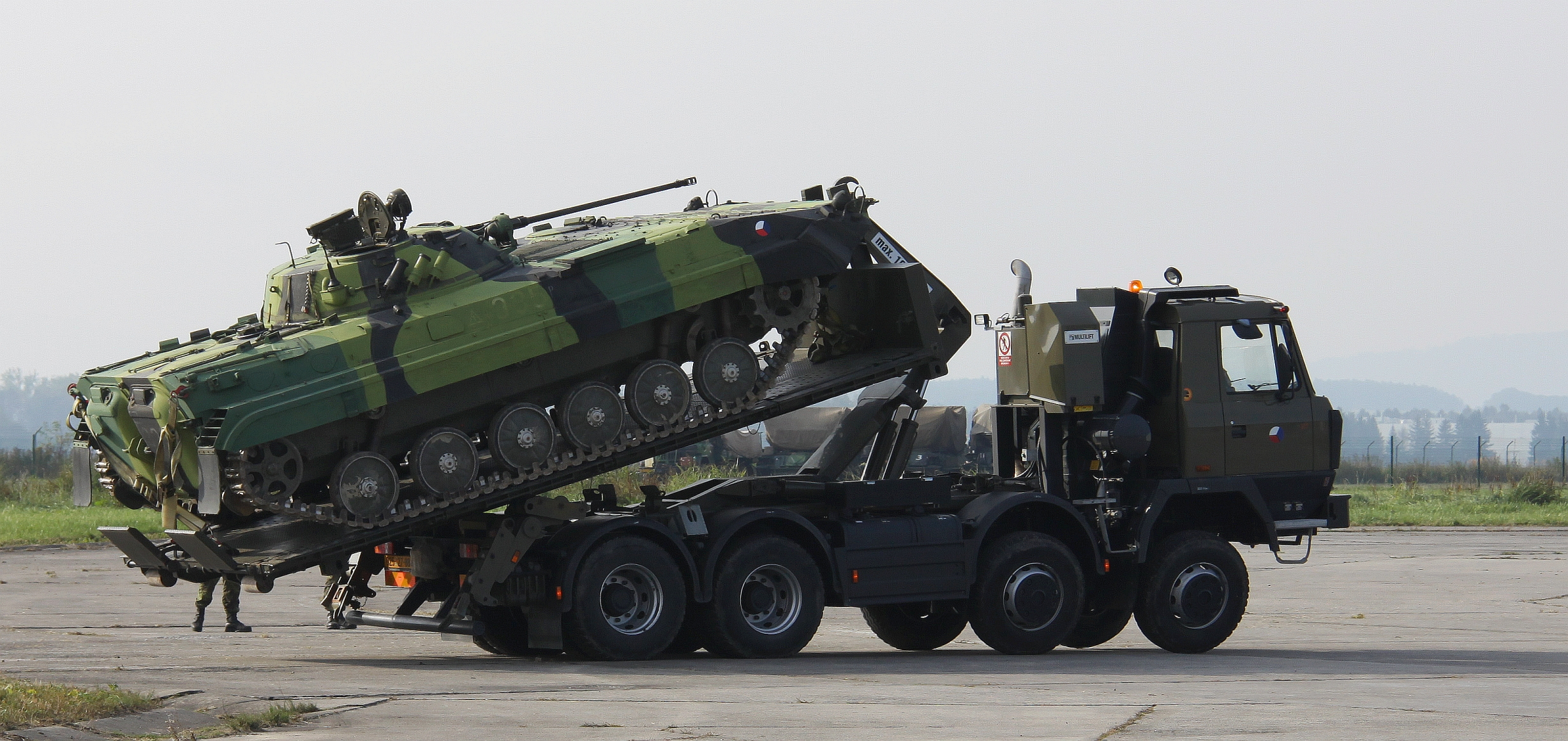
BMP-2 beim Verladen auf einen Tatra 815
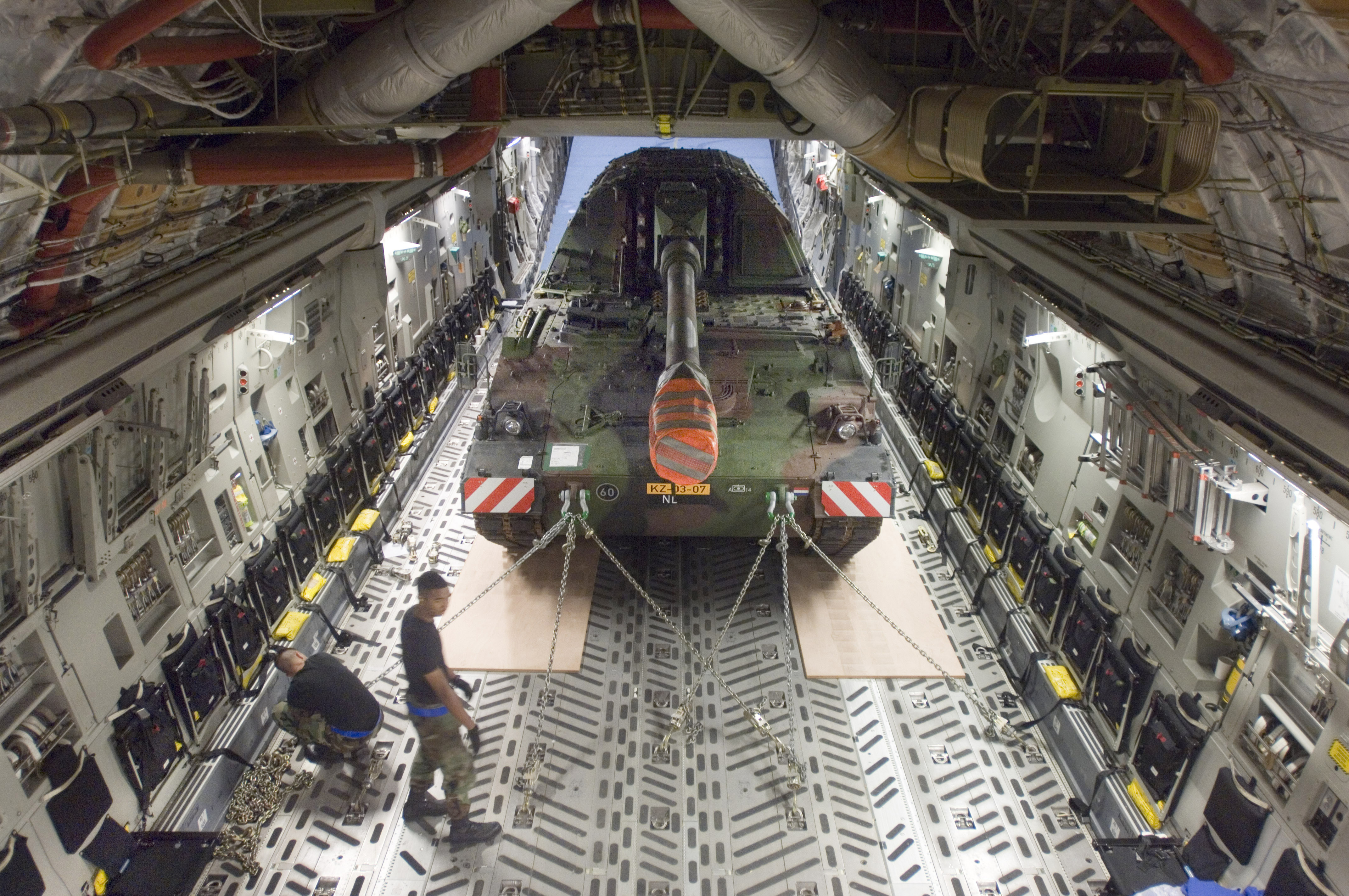
Panzerhaubitze 2000 in einer C-17 Globemaster III
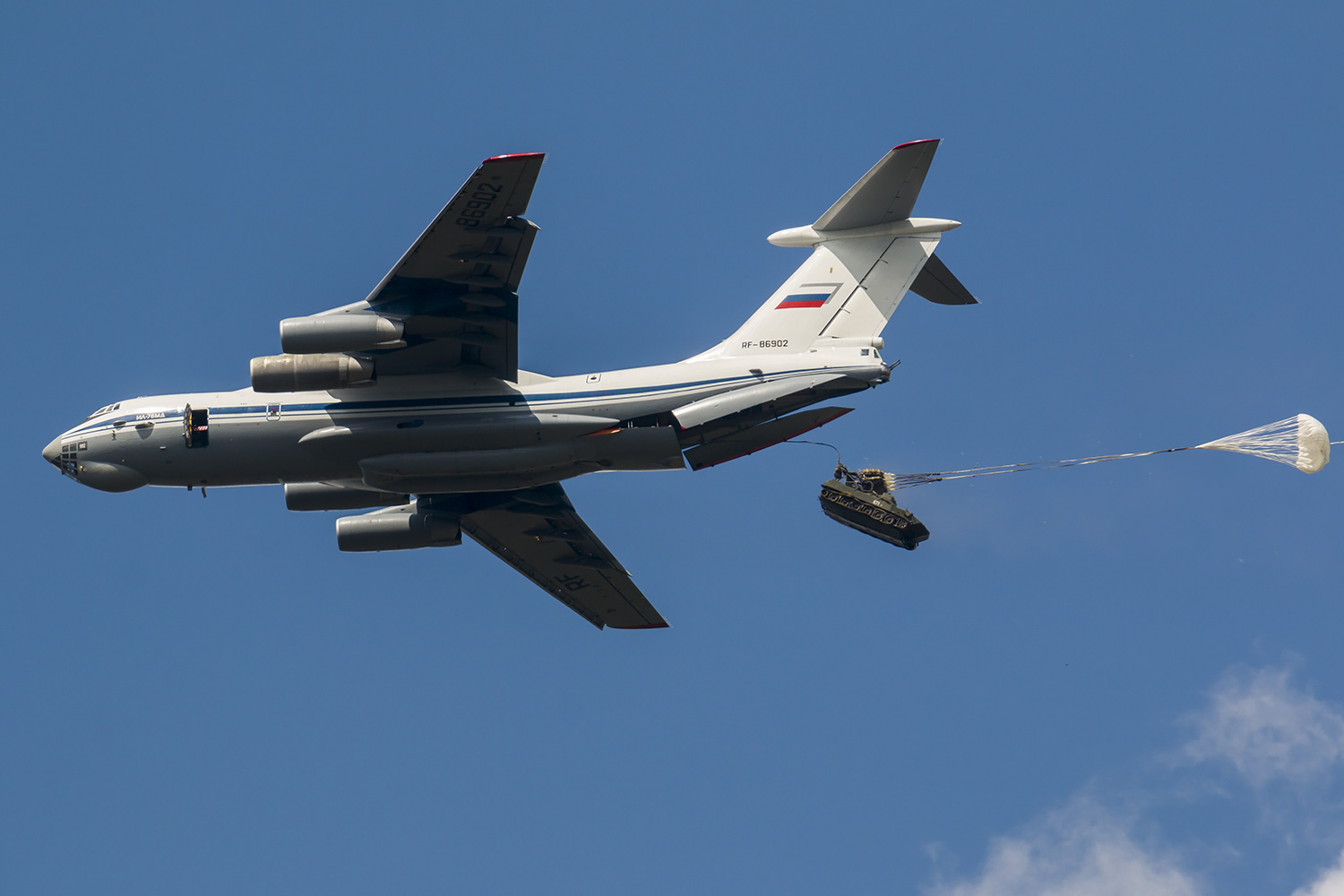
Luftlandepanzer wird aus einer IL-76MD abgeworfen
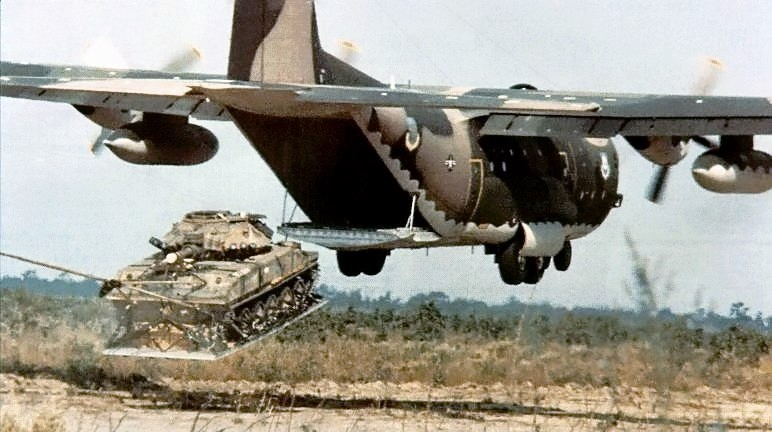
Abwurf eines M551 Sheridan durch eine C-130 mittels LAPES-Methode
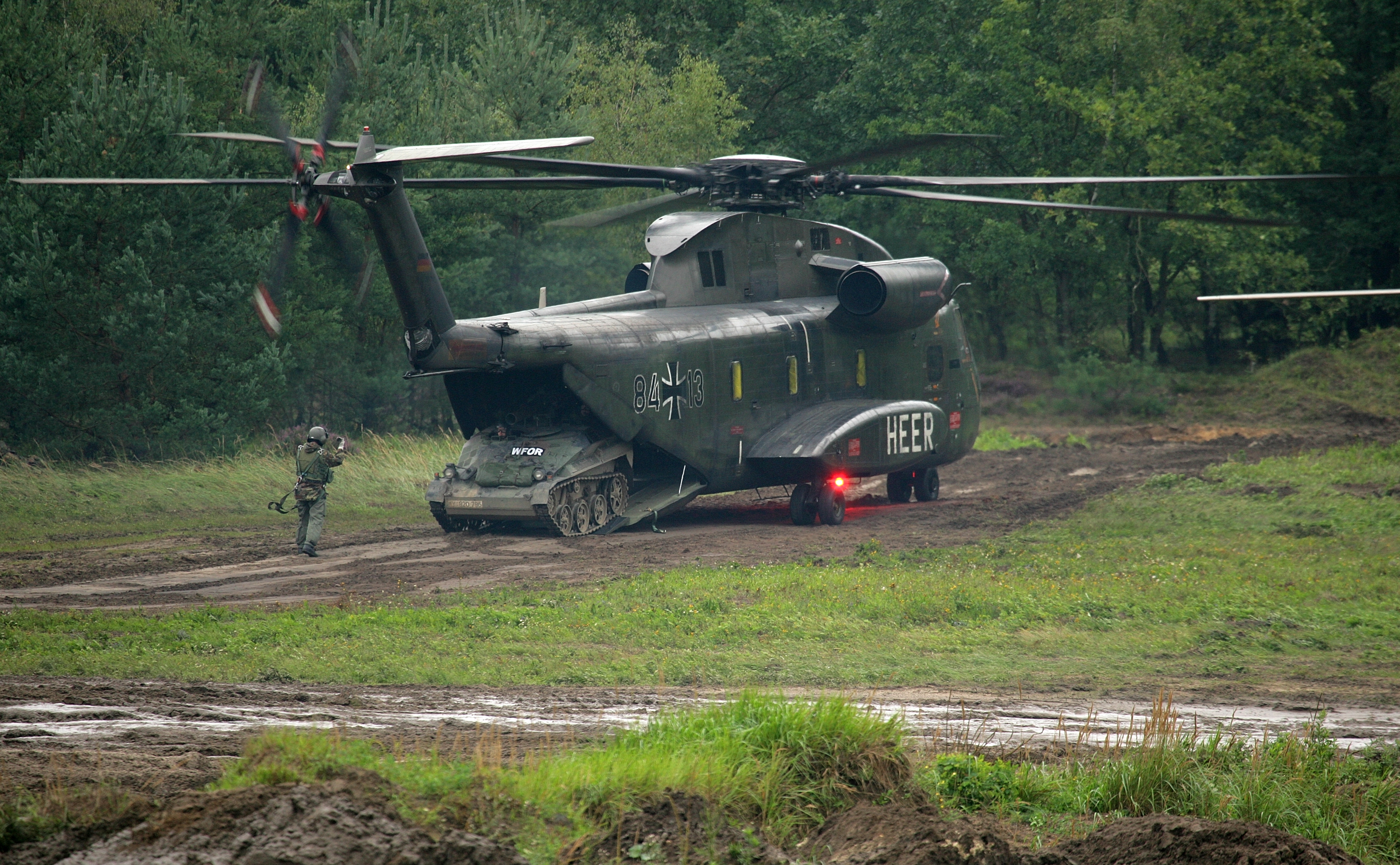
Wiesel fährt aus einem CH-53G
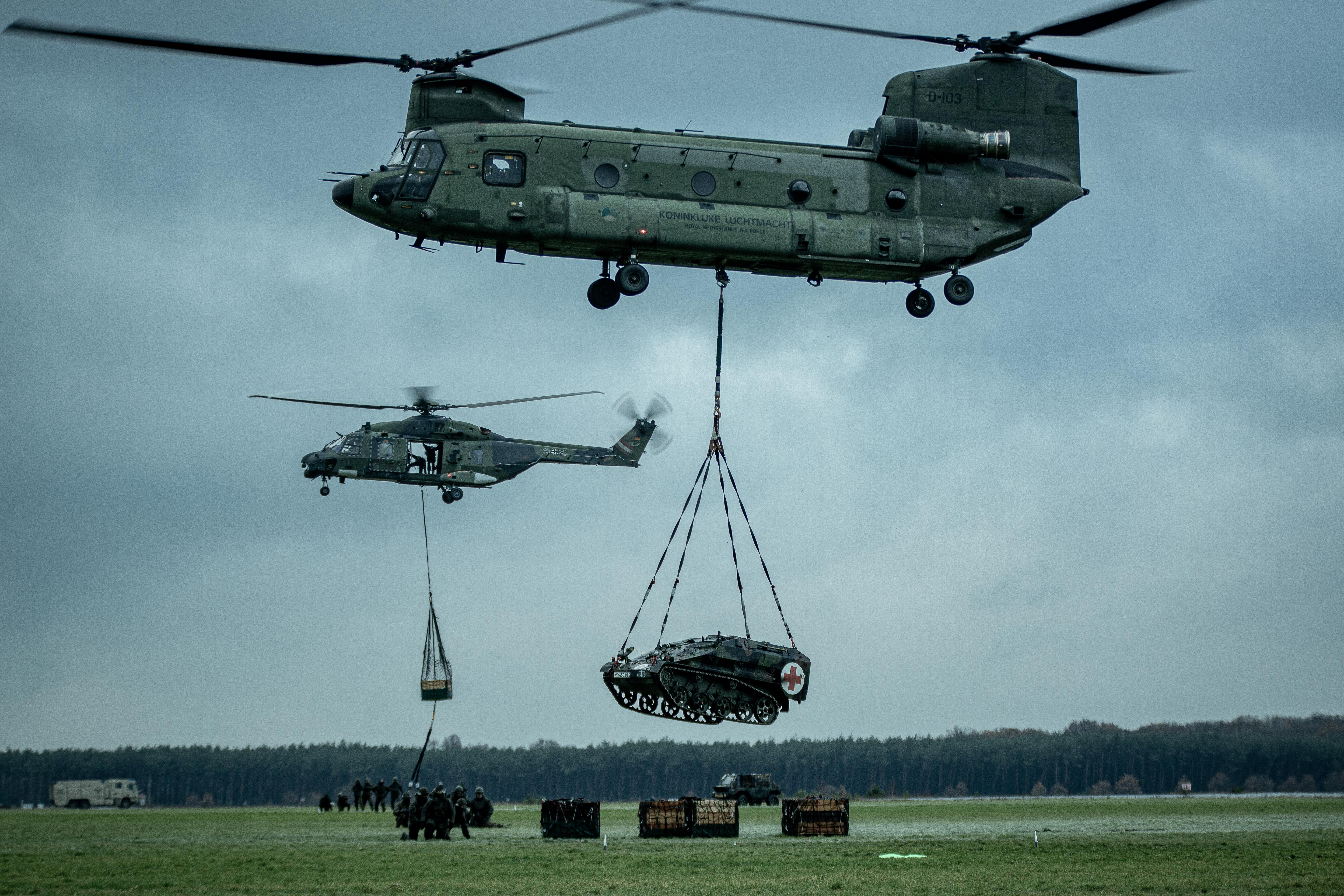
Luftverlastung eines Wiesels durch ein CH-47
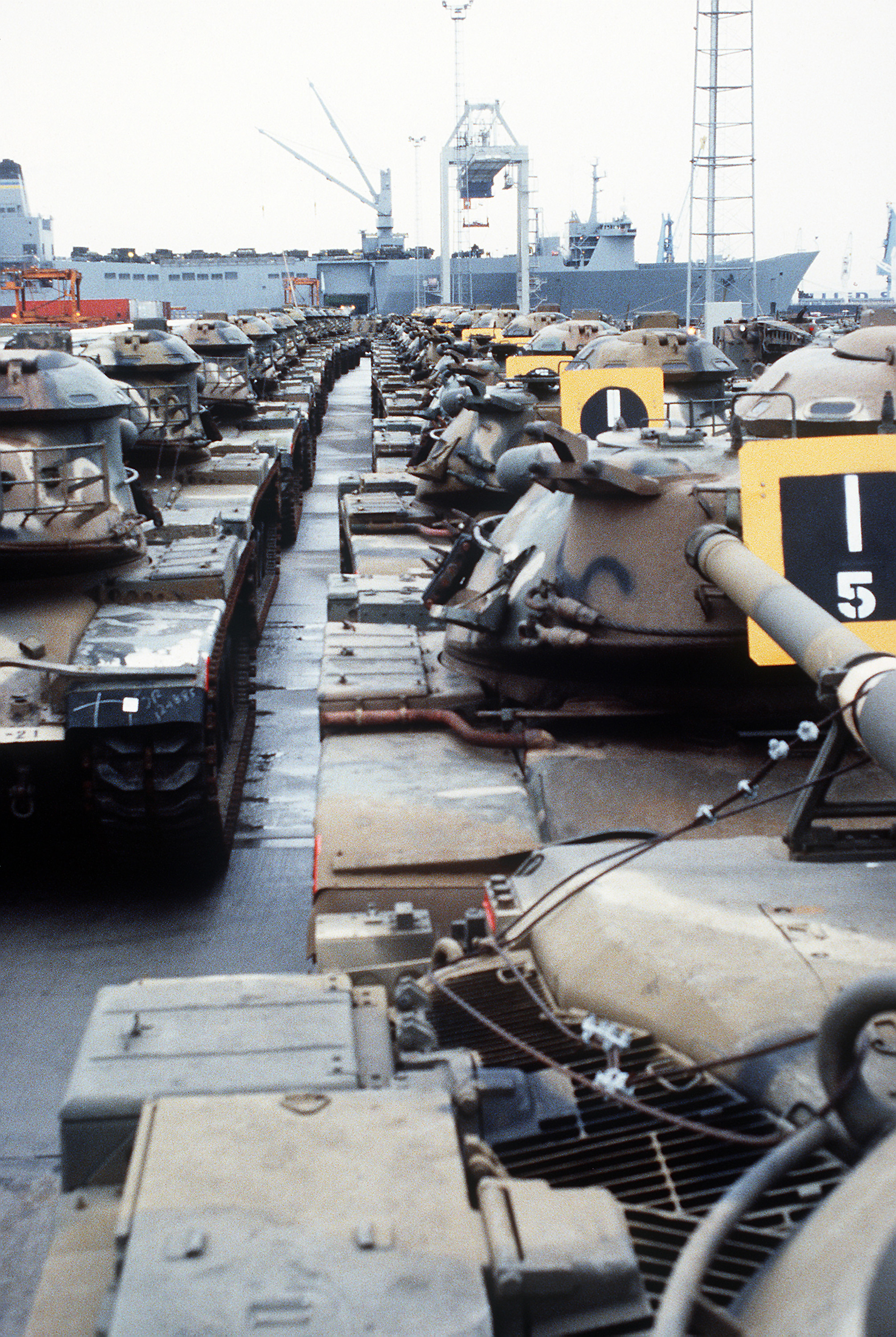
M60 kurz nach der Schiffsverladung
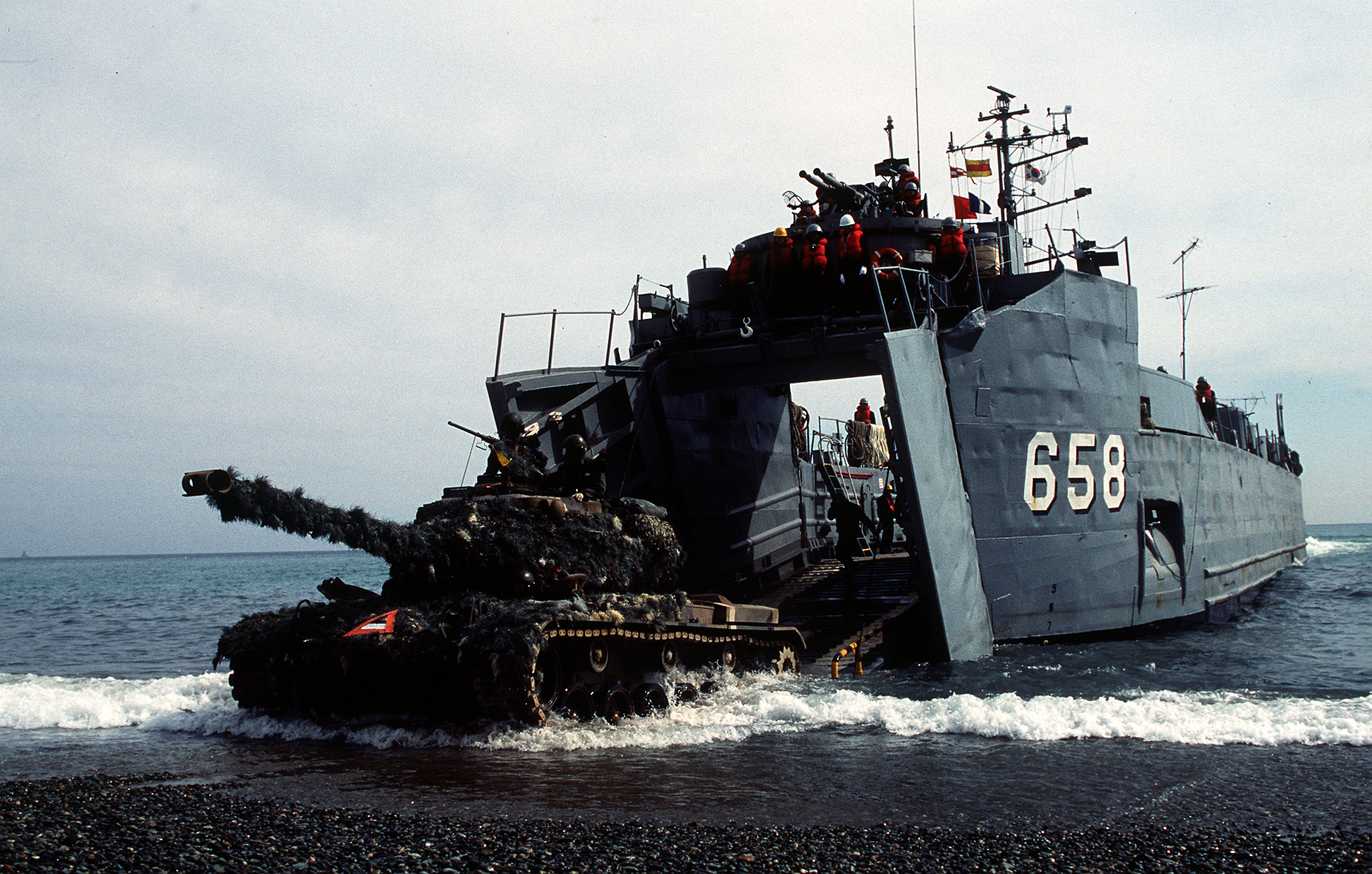
M48 verlässt ein Landungsschiff über die Bugklappe
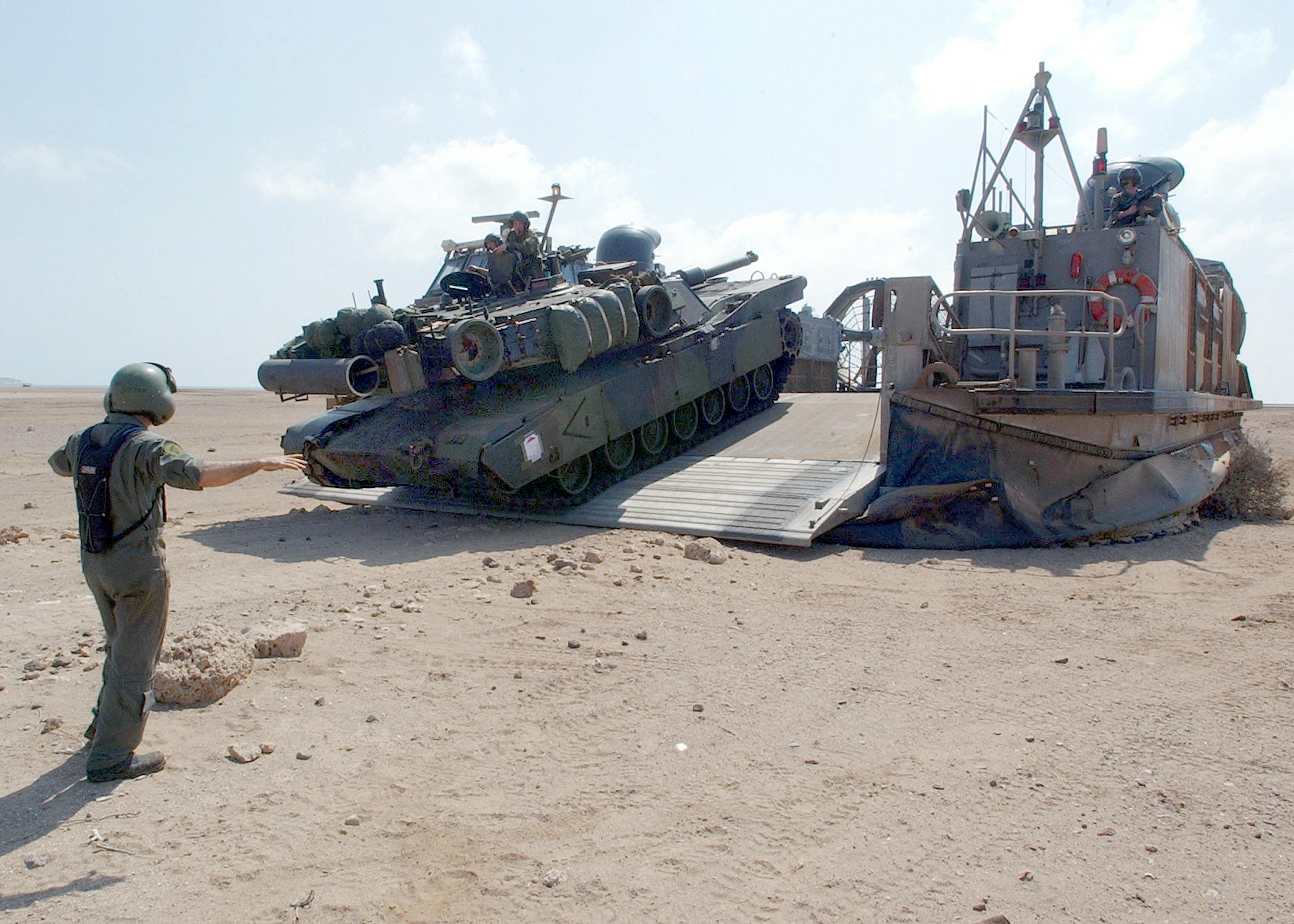
Entladung eines M1A1 von einem LCAC
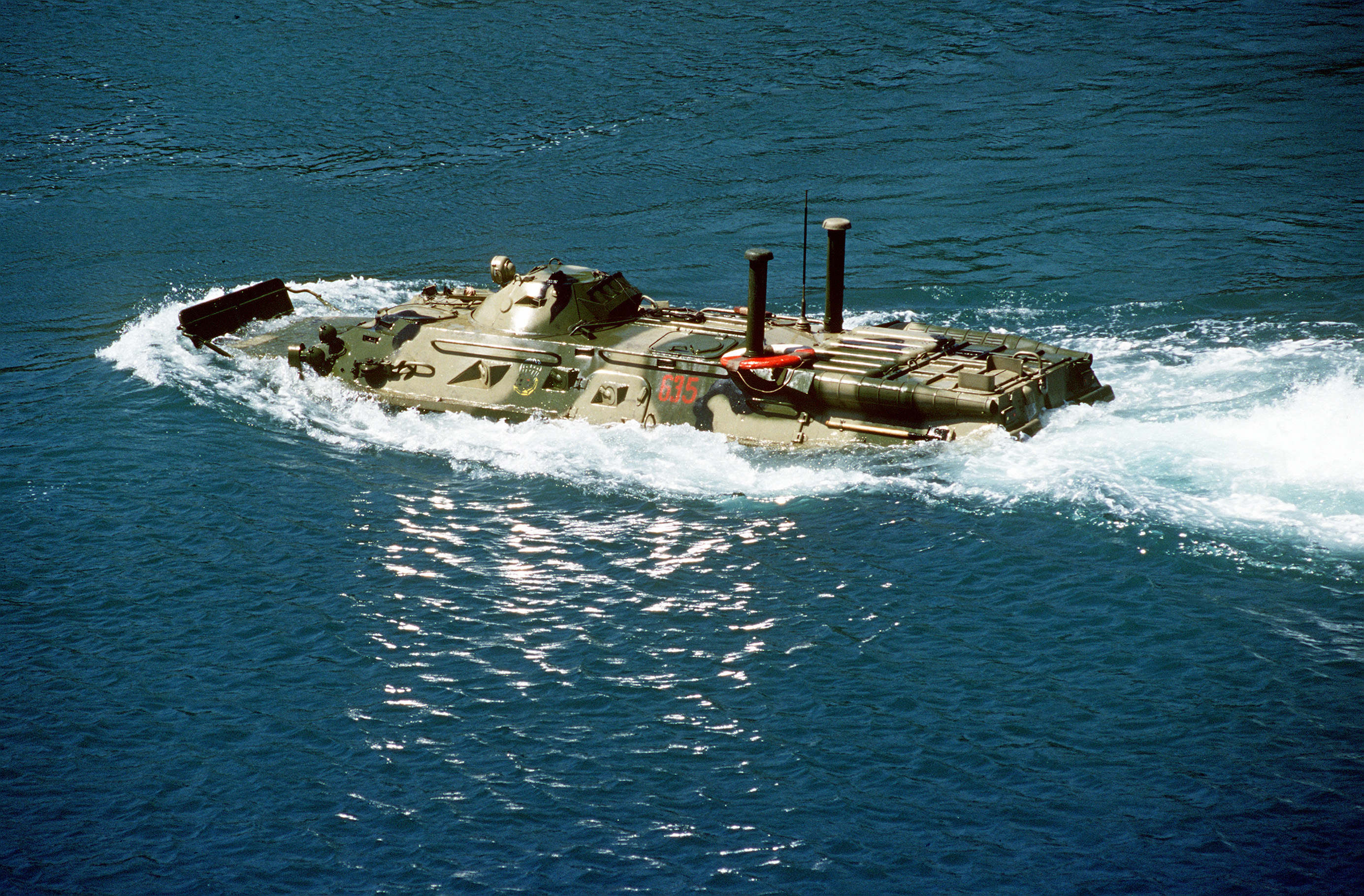
Schwimmpanzer BTR-80
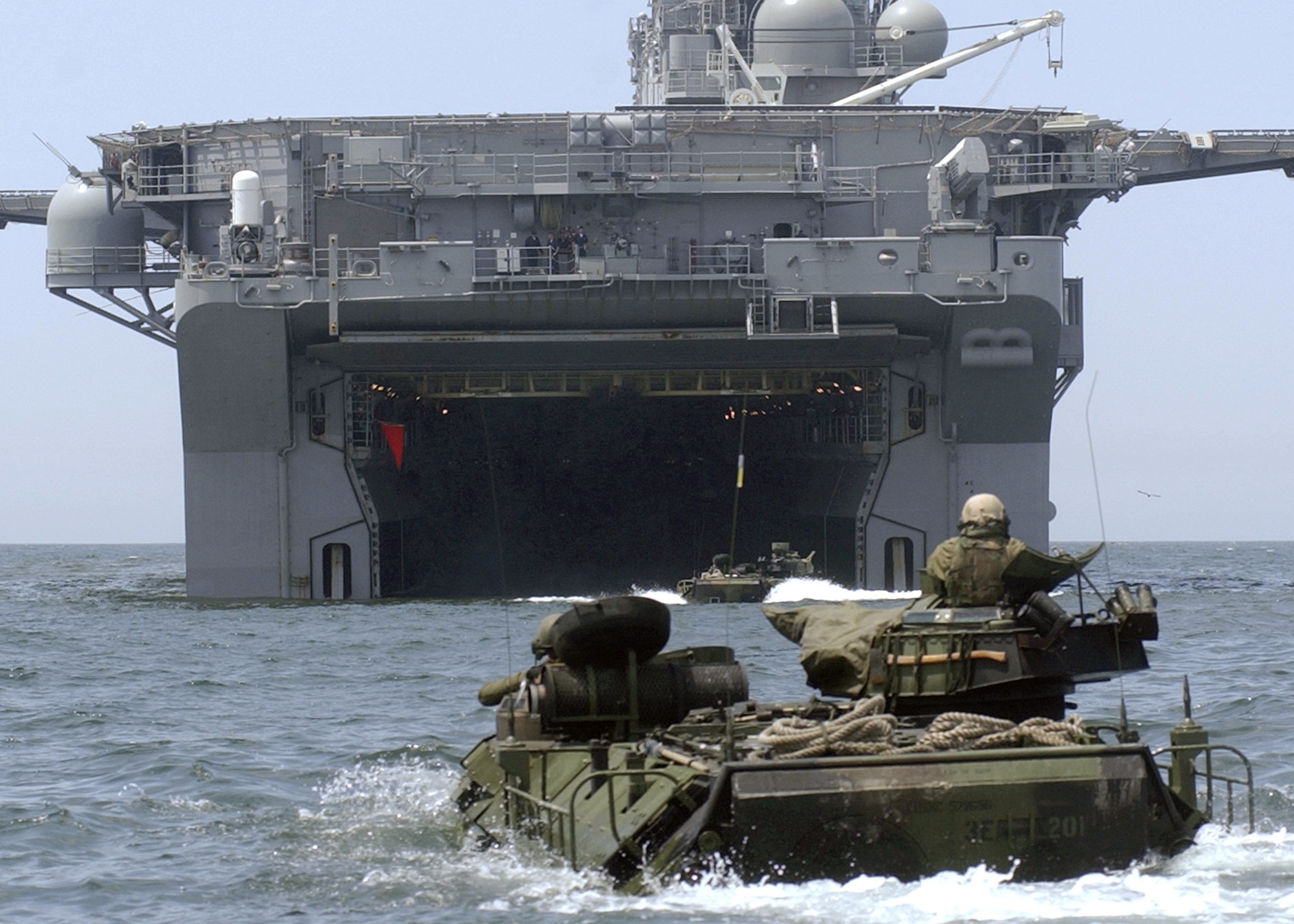
Amtracs kehren zum amphibischen Angriffsschiff zurück
- Zwei Leopard 2A5 beim Durchwaten eines Gewässers

### Sensorik und Sichtsysteme

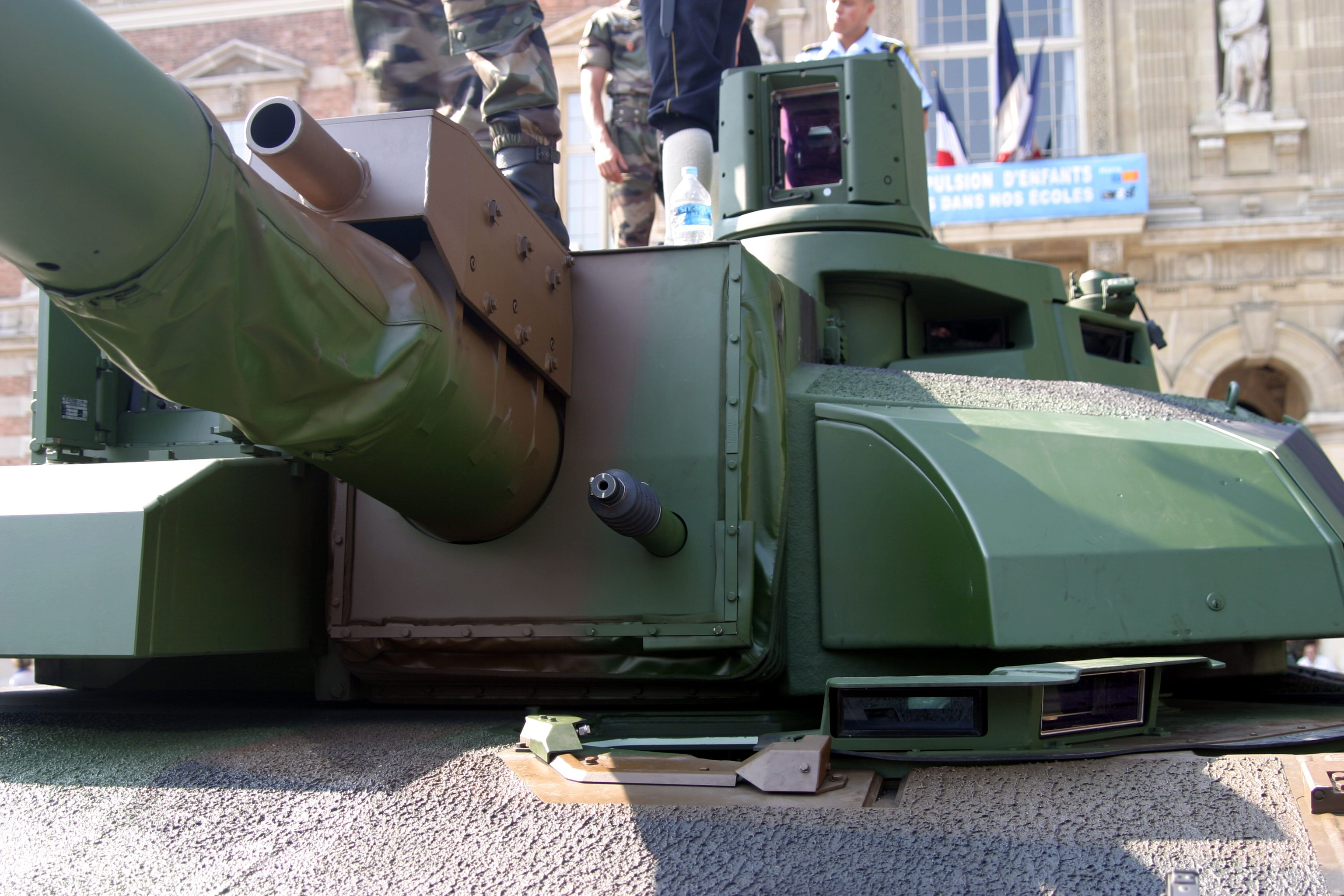
Sichtsysteme des Leclerc

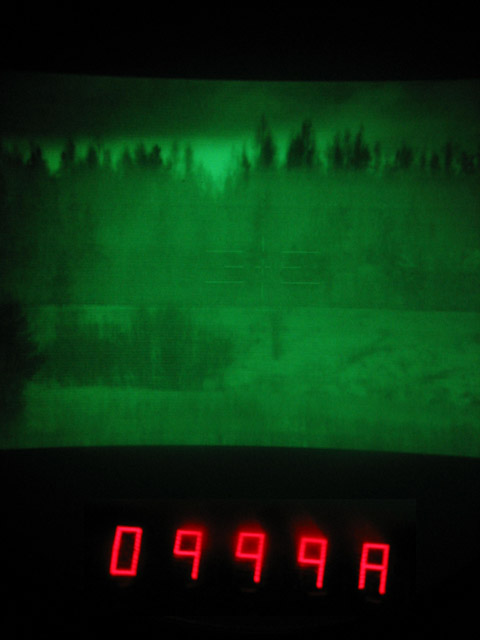
Wärmebild im Hauptzielfernrohr des Leopard 2A4, darunter fünfstellige Anzeige für Feuerbereitschaft, Entfernung und Munitionssorte

Das Bestreben nach einer möglichst lückenlosen Panzerung führt zu Einschränkungen bei der Beobachtung des Umfeldes des Panzers. Ein großes Problem bei Panzern ist bis heute der sogenannte „Tote Winkel“, der Nahbereich rund um den Panzer, den die Besatzung schlecht oder gar nicht einsehen kann.
Wird das unmittelbare Umfeld des Panzers nicht durch eigene Truppen gesichert, kann gegnerische Infanterie ihn aus der Nähe heraus effektiv angreifen, indem sie beispielsweise Haftladungen an verwundbaren Stellen (Motor) befestigt oder Sprengladungen unter die Wanne wirft. Besonders kritisch sind unübersichtliche Situationen (z. B. stark gegliedertes Gelände, Straßenkampf, Nachtkampf).
Die ursprünglichen Sehschlitze von Panzern boten nur ein sehr eingeschränktes Sichtfeld und mussten zudem unter Beschuss oft noch verschlossen werden. Um diese Probleme zu vermindern, installierte man zunächst spezielle optische System wie feste und drehbare Winkelspiegel. Mit der Entwicklung der entsprechenden Technik kamen dann verschiedene aktive und passive Geräte wie Wärmebildgeräte sowie passives Ziel- und Beobachtungsgerät hinzu, die der Besatzung verbesserte Sichtverhältnisse ermöglichen.
Trotz dieser Verbesserungen muss immer noch abgewogen werden, ob der Nutzen der besseren Übersicht aus geöffneten Luken die Gefährdung z. B. auch durch Scharfschützen überwiegt.
Die ersten elektronischen Sensoren waren Infrarot-Nachtsichtgeräte für einige der deutschen Panther gegen Ende des Zweiten Weltkrieges. Die Technik basierte auf Verfahren des aktiven Infrarots, bei dem das Ziel mit einem Infrarotscheinwerfer beleuchtet werde musste. Seitdem findet ein zunehmender Einsatz elektronischer Sensor- und Feuerleittechnik wie hochauflösender Wärmebildgeräte und Radargeräte statt. Dabei besteht allerdings die Gefahr, anfällig gegen Maßnahmen der elektronischen Kriegführung zu sein, weswegen bisweilen eine Parallelauslegung für manuellen und automatischen Betrieb vorgenommen wird.
Noch im Zweiten Weltkrieg war der Richtschütze ausschließlich auf eine Schätzung zur Bestimmung der Zielentfernung angewiesen. Dies geschah durch Größenbestimmung des Zieles in der Visiereinrichtung. Nach Ermittlung der Entfernung wurde die Geschossbahn bestimmt, um die Kanone dementsprechend zu richten. Der erste Panzer mit einem optischen Entfernungsmesser war der deutsche Panther in der Version F, die allerdings nicht vor Kriegsende eingeführt wurde. Seither basiert die fortgeschrittene Entfernungsbestimmung auf Triangulation, entweder passiv durch optische Einrichtungen oder aktiv per Laser-Lichtlaufzeitmessung. Der Laserstrahl kann aber einen bevorstehenden Angriff verraten, wenn das anvisierte Ziel (z. B. auch ein Panzerfahrzeug) über Laserdetektoren verfügt.

### Kommunikation

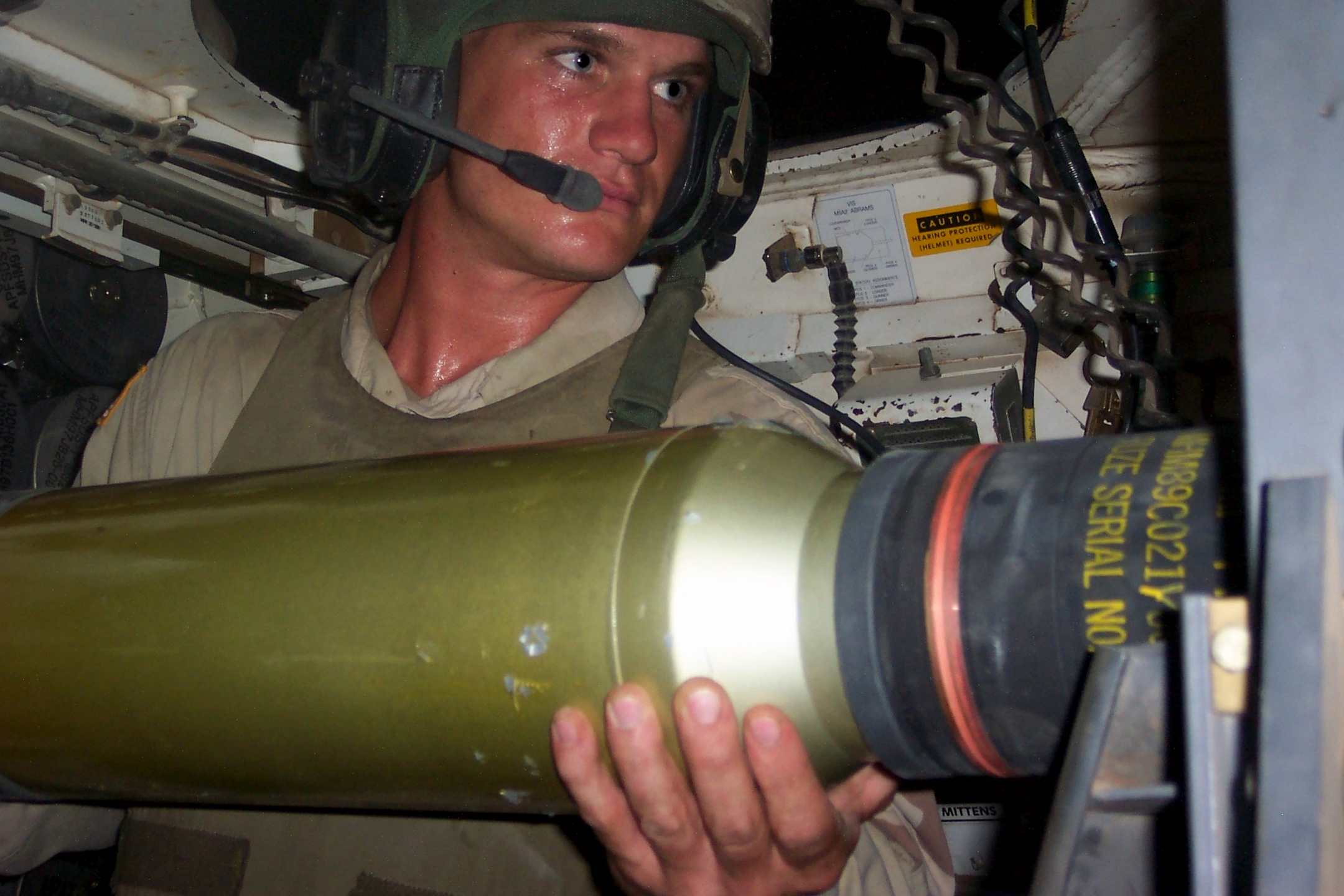
Ladeschütze mit Sprechsatz zur internen Kommunikation

Die Panzereinsätze des Ersten Weltkrieges waren schwer zu koordinieren; die Fahrzeuge waren regelrecht isoliert. Die Kommunikation konnte nur bei Sichtlinie umständlich durch Flaggen, Morselichtzeichen oder Melder stattfinden. Aber auch innerhalb eines sehr lauten Panzers war es für den Kommandanten sehr schwer, den Fahrer und die Richtschützen anzuweisen.
Ein wesentlicher Grund für die Anfangserfolge der deutschen Panzerwaffe (Blitzkrieg) war die Ausrüstung sämtlicher Fahrzeuge mit Funkgeräten, was die Führungsfähigkeit der Verbände stark verbesserte. In den gegnerischen Streitkräften waren die Panzerverbände zu dieser Zeit entweder überhaupt nicht mit Funkgeräten ausgerüstet (Frankreich, Großbritannien) oder lediglich mit Funkempfängern (Sowjetunion), so dass eine flexible Reaktion auf sich ändernde Lagen stark erschwert war.
Später gehörten Sendeempfänger auch in diesen Streitkräften zur Standardausstattung. Die Besatzungsmitglieder tragen Kopfhörer und können sich so auch durch die interne Sprechanlage verständigen. In der Regel befindet sich am Fahrzeugheck ein Außenbordsprechanschluss, über den die eigene Infanterie auch bei geschlossenen Luken mit der Panzerbesatzung kommunizieren kann.

### Vernetzung und Computerisierung
Ein zunehmender Faktor bei Neuentwicklungen, aber auch zu Kampfwertsteigerungen ist der Grad der Computerisierung. Bezeichnet wird das mit C3I (Command, Control, Communication and Intelligence) und C4I (Command, Control, Communication, Computer and Intelligence).
- Command und Control: Verbesserte Führungsfähigkeit, wobei das Fahrzeug selbst neben Position und Zustand (z. B. Anzahl der vorhandenen Patronen, Füllstand des Tanks usw.) seine Feindlage melden kann und umgekehrt die übergeordnet aufgeklärte Feindlage übermittelt bekommt – zusammen mit Informationen über die Brauchbarkeit von Straßen und Brücken.
- Communication: Schwer aufzuklärender, verschlüsselter Funkverkehr mit übergeordneten Einsatzinstanzen
- Computer: Einsatz leistungsfähiger Computertechnik. Dieses ermöglicht beispielsweise eine Kartendarstellung mit eingezeichneten eigenen und fremden Kräften, Minenfeldern usw.
- Intelligence: Moderne Software erlaubt es der Besatzung, vollautomatisch und deshalb sehr schnell umfangreiche Berechnungen anzustellen, um die Gegner zu erkennen, und um – bei Fahrzeugen im Verbund – die geeigneten Fahrzeuge und Waffensysteme zur Bekämpfung des Gegners auszuwählen. Darüber hinaus kann durch Berechnung des günstigsten Schusszeitpunktes die Trefferwahrscheinlichkeit erhöht werden.

### Tarnung und Verschleierung

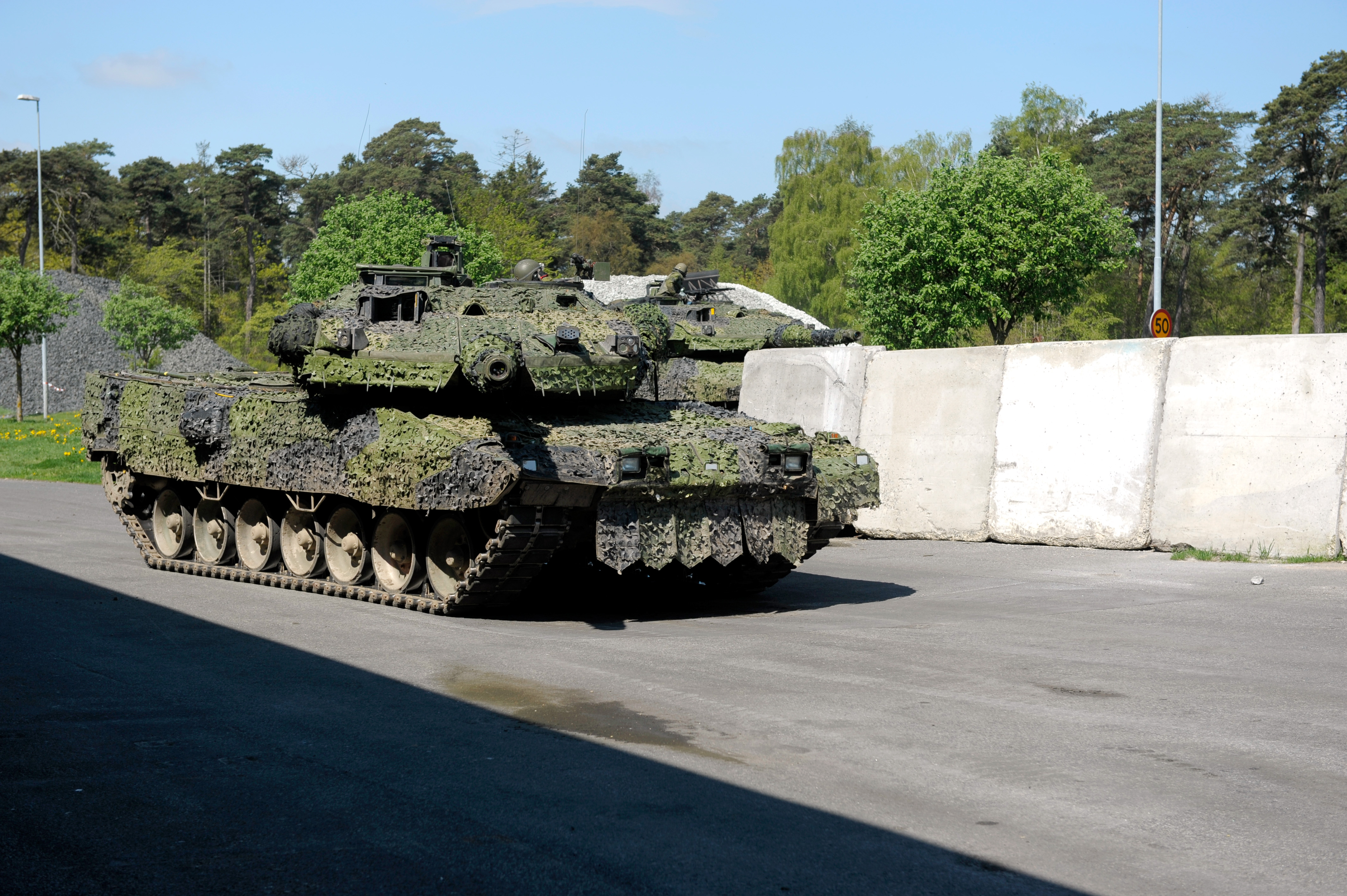
Stridsvagn 122 mit Tarnnetzen

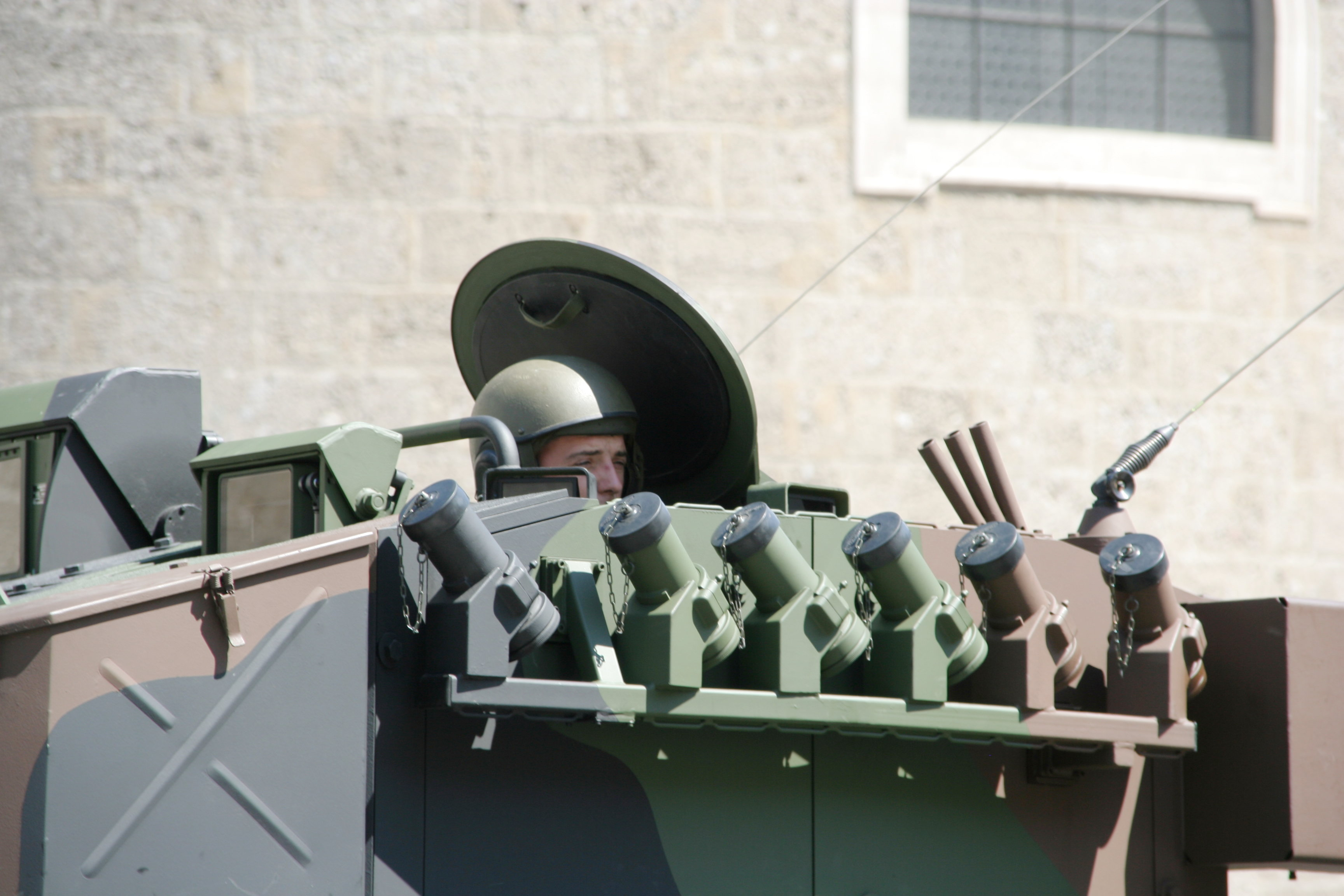
Nebelwerfer am Turm des Schützenpanzers Ulan

In abwechselndem, hügeligem Gelände oder in Gebieten mit starker Vegetation (zum Beispiel im Wald) ist ein Panzerfahrzeug relativ leicht mit einfachen Mitteln (beispielsweise einem Tarnnetz) zu tarnen. Seit dem Aufkommen von Wärmebildkameras, die die Infrarotstrahlung aufnehmen, ist es leichter geworden, auch einen gut getarnten Panzer zu entdecken, da der Panzer oft eine andere Temperatur als die umgebende Landschaft hat. Als Gegenmaßnahme wird versucht, die Panzerungsoberfläche mit verschiedenen Materialien, die sich unterschiedlich stark aufwärmen und abkühlen, zu verkleiden, um die Infrarot-Abstrahlung zu reduzieren. Dafür gibt es unter anderem spezielle Lackierungen.
Mit dem PL-01, der jedoch nicht in Serienreife ging, wurde im Jahr 2013 erstmals ein Panzer mit Tarnkappentechnik vorgestellt.
Während der Fahrt emittiert der Motor heiße Abgase in die Umgebung, die auch mit einer Wärmebildkamera wahrgenommen werden können. So können sogar Panzerfahrzeuge hinter Hindernissen geortet werden. Die Wahl der Motortechnologie (Gasturbinen haben eine höhere Abgastemperatur als Dieselmotoren) und Technik der Auspuffanlage (Abgaskühlung durch Frischluftbeimischung) können diese Gefahr minimieren. Das gilt insbesondere für die Verlegung auf kurzen Distanzen mit rein elektrischen Antrieb bei hybriden Antriebsmöglichkeiten.
Ist ein Panzerfahrzeug entdeckt und ist mit einem unmittelbaren Angriff zu rechnen, kann ein moderner Panzer mit aktiven Maßnahmen vorbeugen. Dazu sind die meisten Panzer mit pyrotechnischen Nebelmittelwurfanlagen oder sonstigen Nebelgeneratoren ausgestattet. Nebel lässt sich auch kontinuierlich durch Einspritzen von Treibstoff in den Abgasstrom erzeugen. Um auch das Wärmebild zu verschleiern, enthalten abgefeuerte Rauchgranaten kleine brennende Partikel (wie man sie aus Wunderkerzen kennt).

## Panzerabwehr
Klassische Gegner eines Panzers sind Kampfflugzeuge, Panzer und Infanteristen mit kleinen, panzerbrechenden Waffen wie Panzerabwehrhandwaffen oder Panzerminen. Auf dem modernen Gefechtsfeld kommen Kampfhubschrauber, Artillerie mit zielsuchender Munition, bewaffnete Drohnen und kleine, von Infanteristen verwendete Panzerabwehrlenkwaffen (MILAN, TOW) hinzu.

## Museen

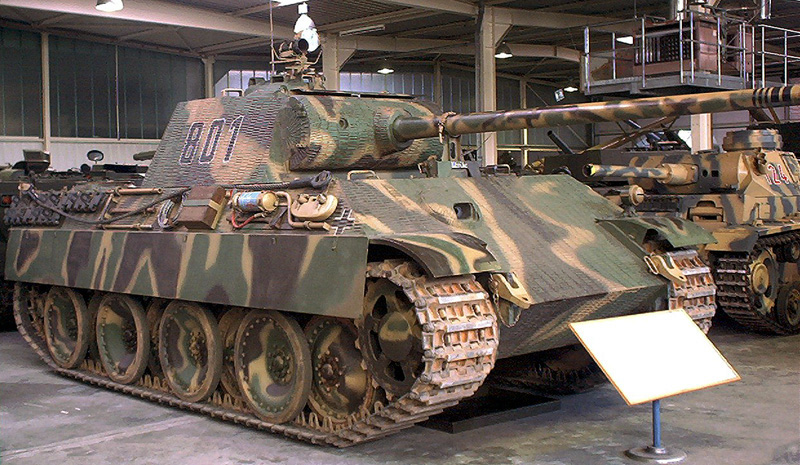
Deutscher Panzerkampfwagen V Panther

In militärhistorischen Museen vieler Länder sind historische Panzer ausgestellt. Zu den größten Sammlungen zählen:
- Königliches Panzermuseum in Amman (Jordanien)
- Panzermuseum Bovington in Dorset (England)
- Deutsches Panzermuseum in Munster (Deutschland)
- General George Patton Museum in Fort Knox (USA)
- Heeresgeschichtliches Museum in Wien (Österreich)
- Musée des Blindés in Saumur (Frankreich)
- Panzermuseum Kubinka in Kubinka (Russland)
- Panzermuseum Thun in Thun (Schweiz)

In vielen von der Roten Armee eroberten oder befreiten Orten gibt es Siegesdenkmäler in Form von Panzerdenkmälern (Panzer auf einem Sockel). Während des Prager Frühlings 1968 wurden viele solche Denkmäler in der Tschechoslowakei geschleift – die Panzer wurden als Symbol der sowjetischen Herrschaft bzw. Hegemonie seit 1945 rezipiert.